# Chicago
Chicago é a cidade mais populosa do estado de Illinois, nos Estados Unidos. É a sede do Condado de Cook, o segundo condado mais populoso dos Estados Unidos depois do Condado de Los Angeles, na Califórnia. Possui menos de 1% de seu território no Condado de DuPage. Foi fundada em 1833, perto de um varadouro entre os Grandes Lagos e a bacia do rio Mississipi.
Com mais de 2,7 milhões de habitantes, segundo o censo de 2020, é a cidade mais populosa da região Centro-Oeste e a terceira mais populosa dos Estados Unidos, depois de Nova York e Los Angeles. É a quinta localidade mais densamente povoada de Illinois. Sua área metropolitana, vulgarmente conhecida por "Grande Chicago", é a 27ª aglomeração urbana mais populosa do mundo, abrigando um número superior a 9,6 milhões de pessoas espalhadas pelos estados estadunidenses de Illinois, Indiana e Wisconsin. Pouco mais de 21% da população total de Illinois vive em Chicago.
Hoje, a cidade mantém o seu status como um importante polo para a indústria das telecomunicações, transporte e infra-estrutura, com o Aeroporto Internacional O'Hare, sendo o segundo aeroporto mais movimentado, em termos de movimentos de tráfego, em todo o mundo. Em 2008, a cidade recebeu 45,6 milhões de visitantes nacionais e estrangeiros. Em 2010, a área metropolitana de Chicago tinha o 4º maior Produto Interno Bruto (PIB) entre as áreas metropolitanas do mundo. É um centro de negócios e finanças e é listada como um dos dez melhores do mundo pela Índice de Centros Financeiros Globais. O Grupo de Estudos de Cidades Globais da Universidade de Loughborough avaliou Chicago como uma "cidade global alfa". Em uma pesquisa de 2010 feita pela Foreign Policy e a A.T. Kearney, Chicago foi classificada na sexta posição, logo depois de Paris e Hong Kong. A classificação avalia cinco dimensões: o valor do mercado de capitais, a diversidade do capital humano, os recursos de informação internacionais, os recursos internacionais culturais e a influência política. Chicago foi classificada pela revista Forbes como a quinta cidade mais economicamente poderosa do mundo. Chicago é um reduto do Partido Democrata e foi o lar de muitos políticos influentes, incluindo o ex-presidente dos Estados Unidos, Barack Obama.
A notoriedade da cidade expressa na cultura popular é encontrada em romances, peças teatrais, filmes, músicas, vários tipos de revistas (por exemplo, esportes, entretenimento, negócios, comércio e acadêmicas), e nos meios de comunicação. Chicago tem apelidos numerosos, que refletem as impressões e opiniões históricas e contemporâneas sobre Chicago. Os nomes mais conhecidos incluem: "Chi-town", "Windy City" e "Second City". Chicago também tem sido chamada de "a mais americana das grandes cidades."

## História

### Primeiros povos e colonização europeia
Nativos americanos potawatomis habitavam a região, antes da chegada dos primeiros europeus. A presença destes nativos data desde 3000 a.C. Perto do final do século XVII, exploradores passaram pela região, onde nativos potawatomis viviam perto do atual Rio Chicago. O nome dado pelos nativos ao rio era Checagou, sendo que o nome da cidade tem sua origem nesta palavra nativa. Os encontros entre tais nativos e exploradores eram amistosos.[carece de fontes?]
Os primeiros europeus a passarem pela região onde atualmente fica a cidade de Chicago foram os franceses Louis Joillet, um explorador, e Lacques Piquette, um missionário. Ambos estavam a caminho de Quebec, em 1673. Desde então, até 1698, caçadores e missionários usaram frequentemente um porto instalado no Lago Huron. Em 1683, jesuítas franceses fundaram um assentamento na região, o Fort de Chicago. Devido a conflitos entre os nativos Fox e os comerciantes franceses, os nativos bloquearam o acesso do forte ao porto da cidade, em 1698. O forte foi depois abandonado, em 1705. Pouco se sabe sobre a história da região, desde então, e até 1779, quando um comerciante, Jean Baptiste Pointe du Sable, um colono haitiano, fundou o primeiro assentamento permanente, na foz do rio Chicago.[carece de fontes?]
No final do século XVIII, ocorreram conflitos generalizados entre nativos e forças militares americanas no norte dos Estados Unidos. Como parte do acordo de paz que terminou o conflito, a área onde Chicago se localiza atualmente foi cedida pelos nativos ao governo dos Estados Unidos, no Tratado de Greenville.[carece de fontes?]

### Século XIX

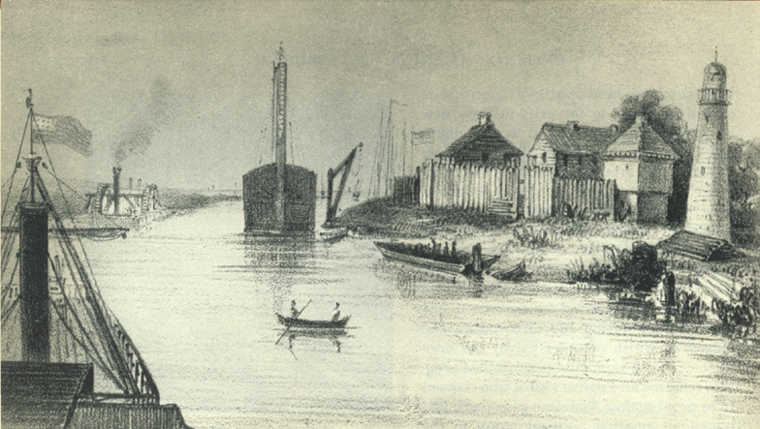
Chicago em 1838.

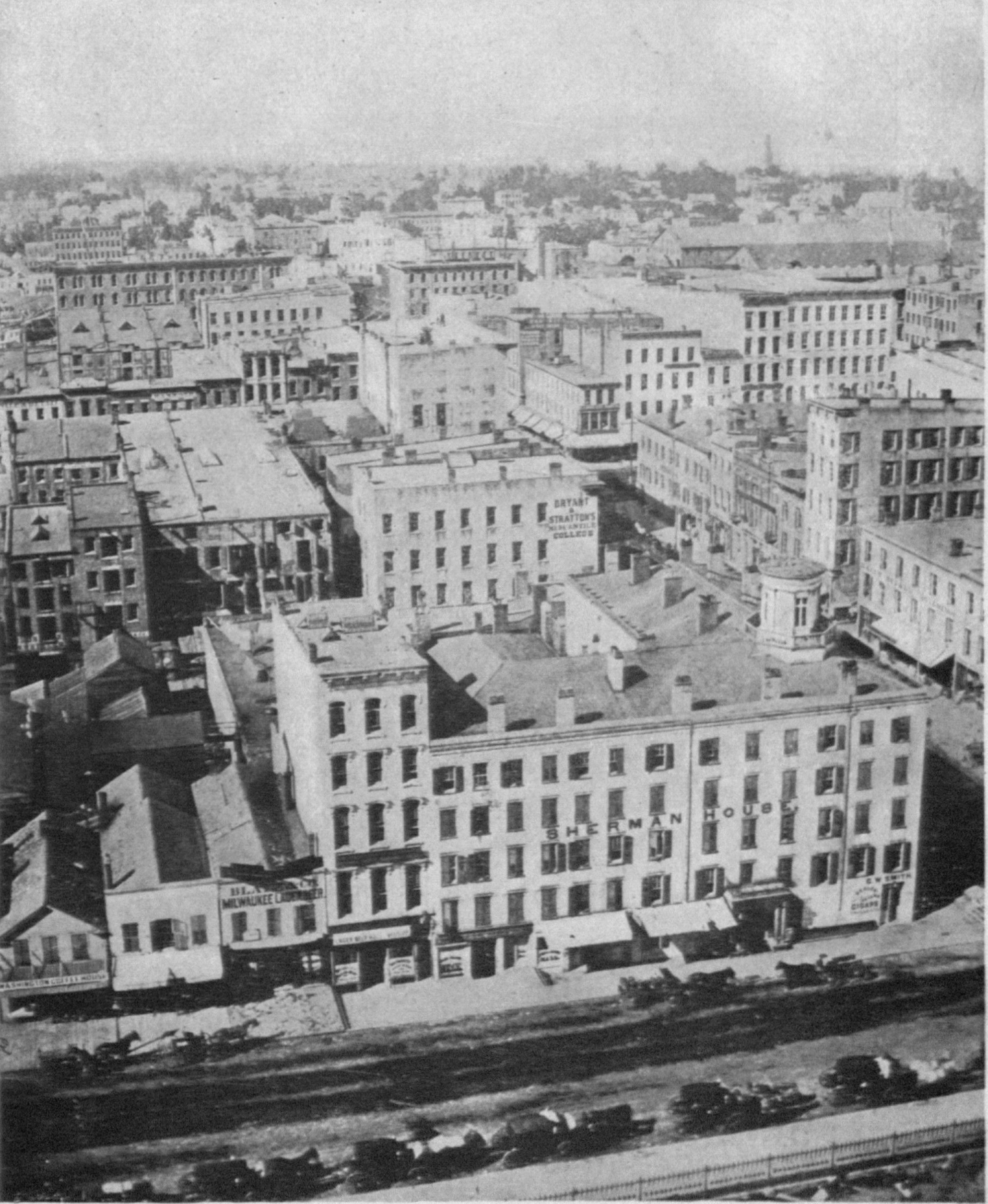
Chicago em 1858.

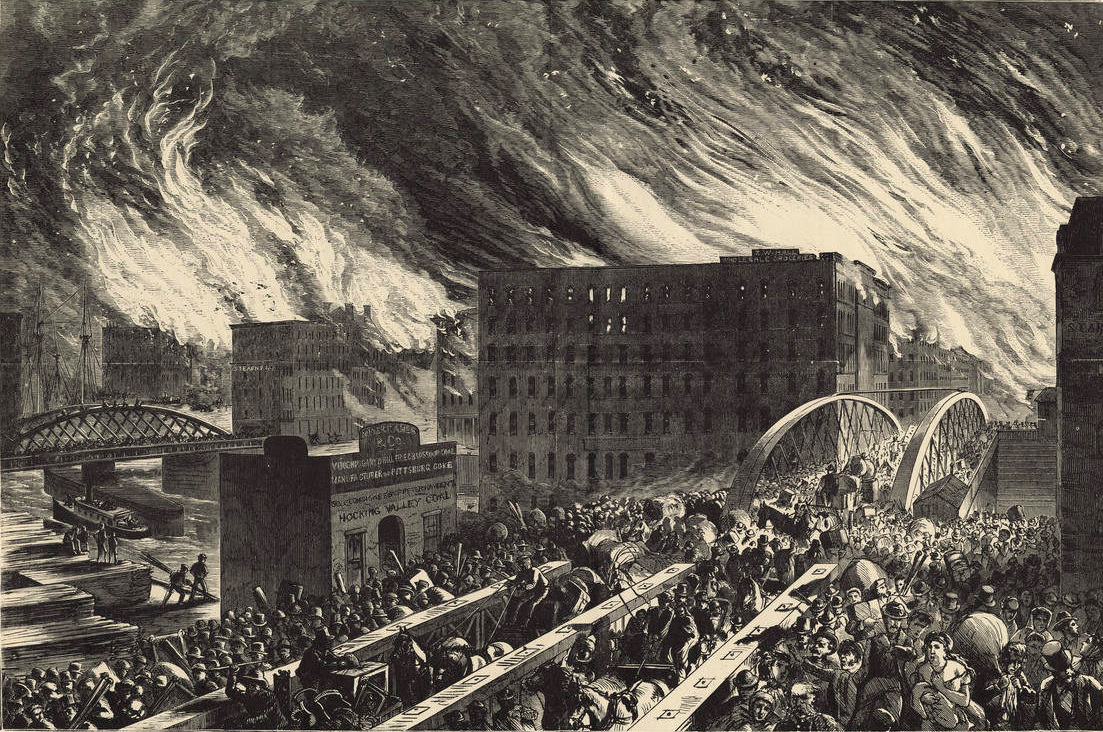
Representação artística do Grande incêndio de Chicago, em 1871.

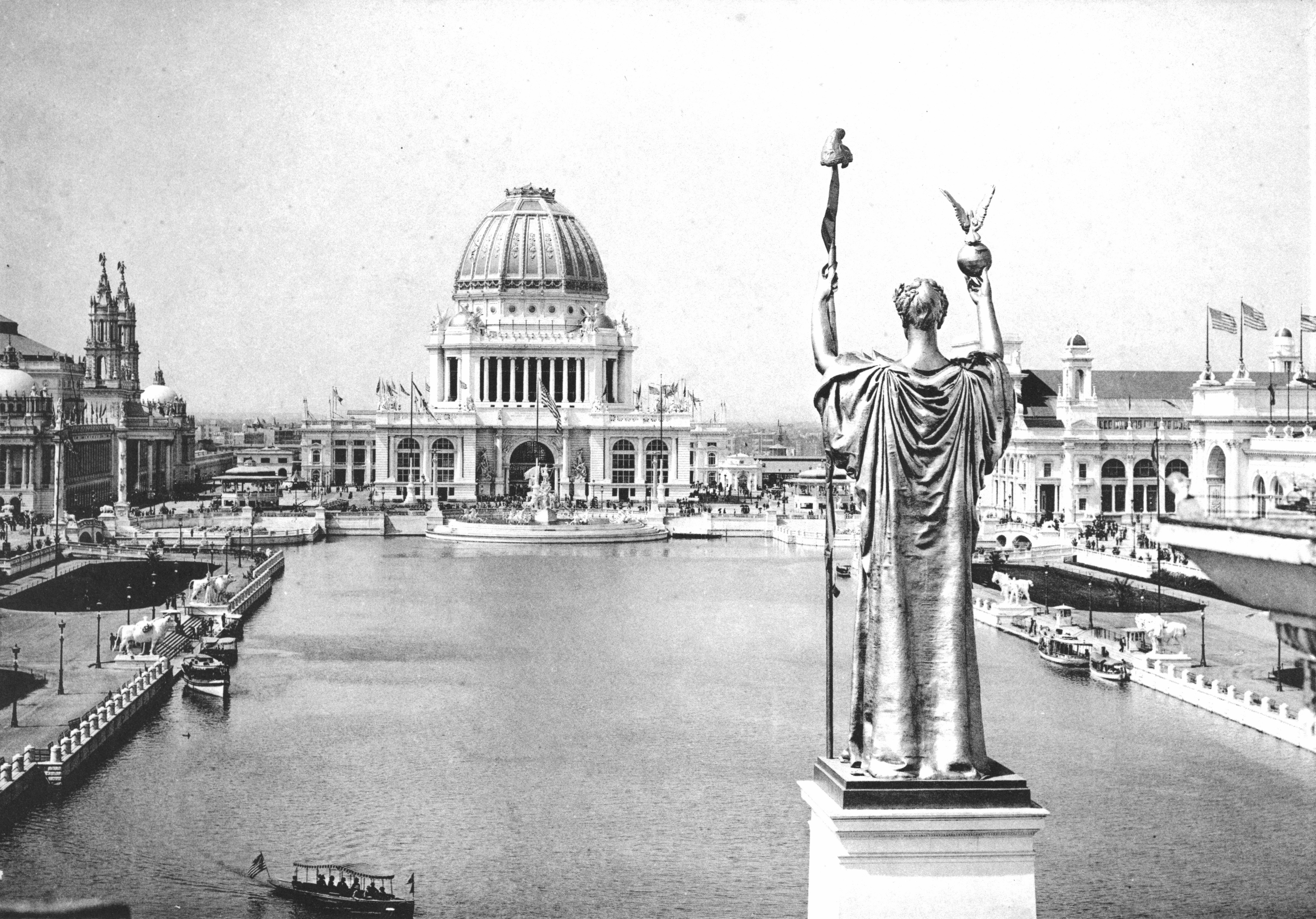
Exposição Universal de 1893.

Em 1803, o governo construiu um posto militar ao sul da foz do Rio Chicago, nomeado Fort Dearborn. Por volta de 1812, um pequeno assentamento agropecuário e comercial desenvolvera-se perto do Forte Dearborn. Mas em 1812, durante a guerra entre os Estados Unidos e o Reino Unido, o governo ordenou que toda a população do forte fosse evacuada. Em 15 de agosto de 1812, um contingente de 150 assentadores e soldados, que rumavam a sul para Fort Wayne, no estado de Indiana, foi atacado por cerca de 500 nativos. Cerca de metade do contingente foi assassinado pelos nativos, sendo o restante capturado. O Fort Dearborn foi somente reconstruído em 1816, por soldados americanos, sendo que de 1812 até então, a região de Chicago ficou mais uma vez inabitada. Neste ano, os sobreviventes do massacre foram liberados pelos nativos, muitos dos quais decidiram voltar para o forte. Outras pessoas também se moveram para o assentamento, tendo uma nova comunidade crescido em torno do Fort Dearborn. Em 12 de agosto de 1833, já com uma população de aproximadamente 200 habitantes, o Fort Dearborn foi elevado a posto de vila, sendo o assentamento renomeado de Chicago.
Em 1834, o governo americano forçou os potawatomi, fox e outros nativos que viviam na região a venderem suas terras. Como pagamento, os nativos receberam uma pequena soma em dinheiro. Foram forçados também a moverem-se para reservas nativas, localizadas em Kansas. Um total de 3 mil nativos migraram forçadamente, e a pequena vila de Chicago então cresceu bastante. Apenas três anos após a saída dos nativos, a vila de Chicago tinha já aproximadamente 4 mil habitantes. Em 4 de março de 1837, Chicago foi elevada ao posto de cidade. Por volta de 1848, um canal foi construído, conectando o Lago Michigan com o sistema hidroviário do Rio Mississippi-Missouri, tornando a cidade de Chicago um centro primário nacional de transportes.
Por volta da década de 1850, foram construídas grandes quantidades de ferrovias, conectando a cidade com outras regiões do Estado. A primeira delas foi inaugurada em 1848. Por volta de 1856, a cidade de Chicago já era o centro primário de uma malha de 10 linhas ferroviárias, cuja extensão total era de 4,8 mil quilômetros. A cidade tornou-se o centro ferroviário mais movimentado do mundo, e o mais importante do país. Dezenas de trens partiam e chegavam à estação central de Chicago. Então, Chicago já era a maior cidade do estado de Illinois, com uma população de mais de 100 mil habitantes. Porém, o crescimento acelerado da cidade tinha seu lado negativo. A cidade possuía um péssimo sistema de saneamento básico, com esgoto infiltrando e contaminando o solo da cidade. Logo, Chicago adquiriu a reputação de ser a cidade mais suja dos Estados Unidos. Nisso, a municipalidade da cidade desenvolveu um massivo programa, cujo objetivo era a criação de uma grande e eficiente sistema de esgoto. Canos foram espalhados pela cidade, com a gravidade forçando os dejetos acima dentro dos canos. Durante as décadas de 1850 e 1860, o terreno da cidade como um todo (ruas, calçadas e edifícios) foi elevado gradualmente de um a dois metros, com o auxílio de macacos hidráulicos, para cobrir o recém-criado e definitivo sistema de esgoto da cidade.
Chicago cresceu enormemente durante a Guerra Civil Americana (1861–1865). O sistema ferroviário foi modernizado e expandido, bem como depósitos de carga, de modo a acomodar com mais facilidade carga procedente de várias partes do país, e remetidas às frentes de batalha. O comércio de trigo e a indústria da cidade também cresceram bastante, por causa da guerra. Após a guerra, imigrantes europeus instalaram-se em grandes números em Chicago. Apartamentos pequenos, lotados, em bairros pobres, localizados perto de fábricas e comerciais, tornaram-se uma cena comum na cidade. Em 1870, Chicago era o principal fornecedor de cereais, gado e madeira, e possuía uma população de cerca de 300 mil habitantes.[carece de fontes?]
Prédios, casas e até mesmo ruas, em Chicago, eram quase todas construídas de madeira — fato natural ao maior fornecedor mundial dessa matéria prima. No verão de 1871, uma temporada anormalmente e extremamente seca, com apenas um quarto da precipitação normal, criou o cenário propício para um grande incêndio, que se iniciou na zona sul e rapidamente alastrou a toda a cidade. O Grande incêndio de Chicago, que se iniciou num estábulo, logo se espalhou devido a ventos secos e fortes. O incêndio causou a morte 300 pessoas, além de tornar 90 mil desabrigadas, e de causar mais de 200 milhões de dólares em danos.[carece de fontes?]
A cidade foi porém rapidamente reconstruída. Chicago atraiu muitos arquitetos de renome, que queriam participar ativamente do processo de reconstrução. Um detalhado plano de planejamento urbano foi criado e desenvolvido. A engenharia e a arquitetura da cidade tornaram-se conhecidas mundialmente. Em 1885, o primeiro arranha-céu de metal foi construído no centro de Chicago. Cada vez mais indústrias e firmas instalavam-se na cidade, e mais migrantes de outras partes do país e do mundo iam a Chicago. Por volta de 1890, Chicago já era a segunda maior cidade dos Estados Unidos, superada apenas por Nova Iorque. Mais de um milhão de pessoas então habitavam Chicago e arredores.[carece de fontes?]

### Século XX

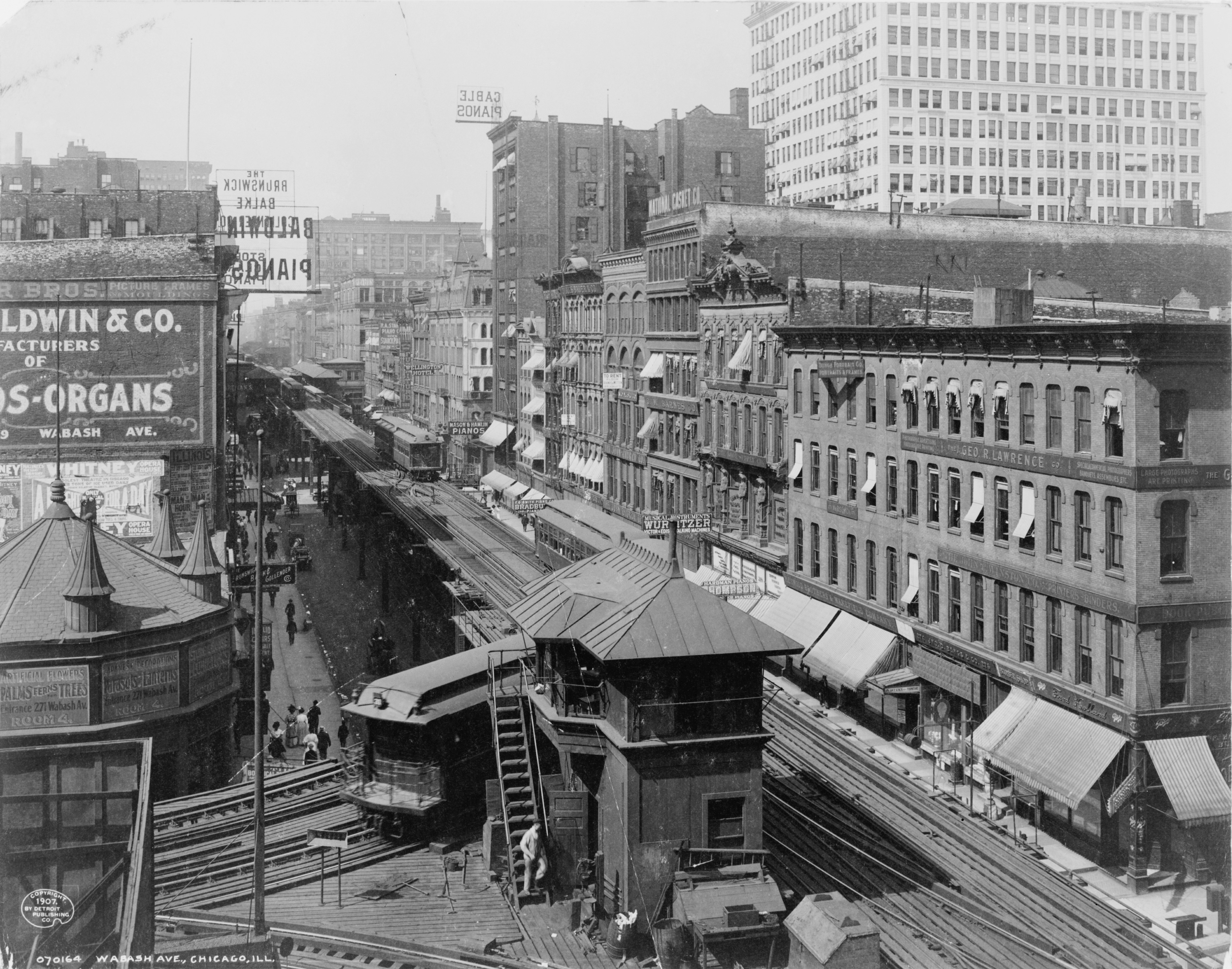
A Avenida Wabash na década de 1900.

Na Primeira Guerra Mundial, a capacidade industrial de Chicago foi expandida de modo a atender às necessidades de guerra, enquanto milhares de afro-americanos, vindos do sul do país, instalaram-se na cidade para trabalhar nas indústrias, e em busca de uma vida melhor. Porém, os afro-americanos eram segregados do restante da população, sendo que a massiva maioria habitavam um bairro pobre na região sul da cidade. Em 27 de julho de 1919, um jovem afro-americano que estava nadando em uma praia de um bairro afro-americano nadou, por engano, rumo ao sul, desembarcando em outra praia, localizada em um "bairro branco" da cidade. Pessoas brancas lançaram pedras em direção ao garoto, que foi forçado a recuar, e voltar para seu bairro a nado, afogando-se no caminho. Isto gerou um enorme conflito racial que causou a morte de 23 afro-americanos, 15 brancos, além da destruição de aproximadamente mil casas.
A década de 1920 foi um tempo de prosperidade na cidade, bem como nos Estados Unidos em geral. A indústria ainda prosperava, os habitantes da cidade gastavam seu dinheiro sem pensar. Bons tempos criados pela primeira guerra mundial que pareciam que iriam durar para sempre. A década de 1920 também foi marcada por altas taxas de criminalidade, com diversas gangues lutando entre si, pelo controle regional de drogas e álcool (então proibido no país). A Grande Depressão, em 1929, e que durou até 1939, com o início da Segunda Guerra Mundial, foi um duro golpe para a economia da cidade. Indústrias, lojas e firmas iam à falência diariamente. A taxa de desemprego era de 40%. Mesmo assim, uma grande Feira Mundial foi organizada em 1933, no centenário da cidade. Crescimento econômico voltou a ocorrer com a Segunda Guerra Mundial. Em 1942, a cidade foi palco da primeira fissão nuclear controlada, no que ajudou no desenvolvimento da bomba atômica.[carece de fontes?]

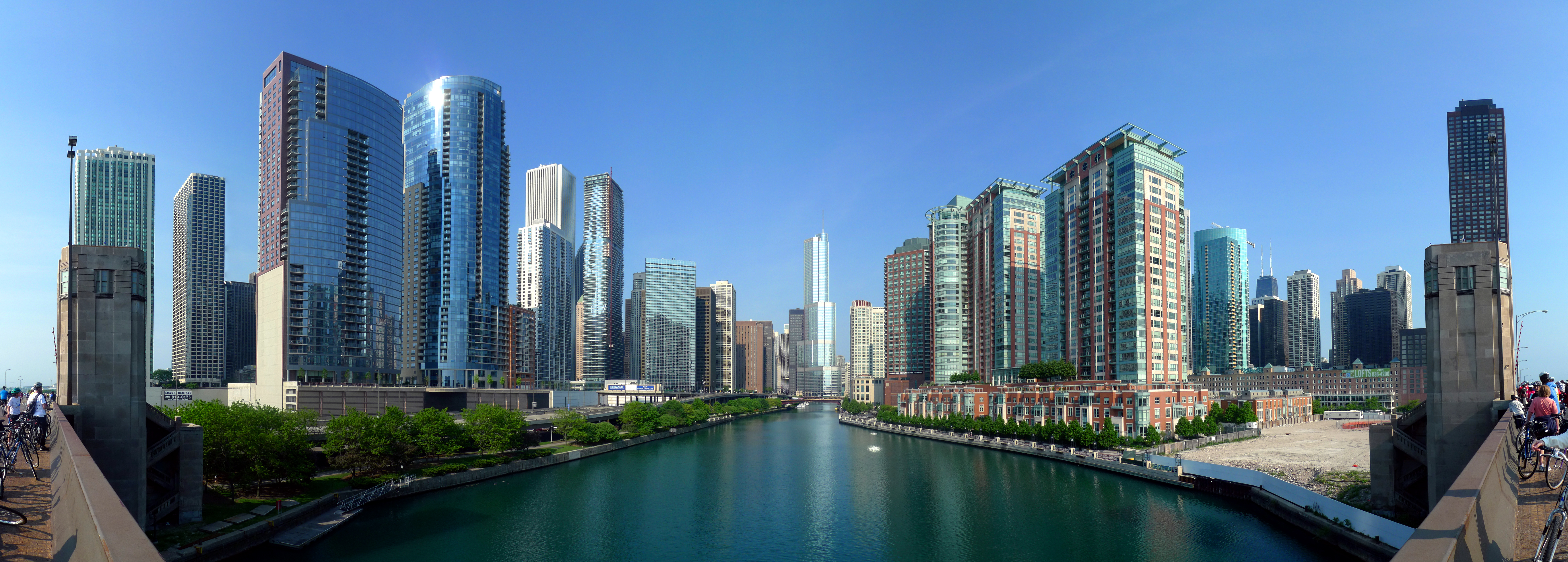
O rio Chicago com o Trump International Hotel and Tower ao fundo.

A cidade continuou um período de desenvolvimento moderado, porém, contínuo, desde o final da Segunda Guerra Mundial até os tempos atuais. Com a eleição do prefeito Richard J. Daley, em 1955, que governou a cidade até sua morte, em 1976, Chicago teve quatro grandes vias expressas, e o Aeroporto Internacional O'Hare construídos, além da inauguração da Torre Sears, que seria o arranha-céu mais alto do mundo até 1998, quando foi superada pela Petronas Towers.[carece de fontes?]
Desde a década de 1950, muitos cidadãos de classe média e alta deixaram Chicago, movendo-se em direção aos subúrbios, deixando atrás muitos bairros empobrecidos. Porém, desde o início da década de 1990, a cidade tem recuperado do declínio que afetara muito das cidades centrais dos Estados Unidos desde o final da Segunda Guerra Mundial. Muitos bairros anteriormente abandonados passaram a mostrar sinais de revitalização, e a diversidade cultural da cidade tem crescido, graças ao aumento das percentagens de grupos étnico-raciais, tais como os asiáticos e os hispânicos na cidade.[carece de fontes?]
Em abril de 1968, uma grande manifestação popular ocorreu na cidade, em prol do assassinato do ativista social Martin Luther King Jr.. Onze pessoas morreram, tendo sido causados danos no valor de dez milhões de dólares. Foram implementadas medidas para melhorar os serviços sociais, como a educação, a saúde e o abrigo aos necessitados, mas subsistem até hoje grandes diferenças sociais e econômicas entre a população branca e afro-americana da cidade. Em 1983, Harold Washington tornou-se o primeiro prefeito afro-americano da cidade, e em 1989, Richard M. Daley, filho de Richard J. Daley, foi eleito prefeito, cargo que exerceu até 2011.[carece de fontes?]

## Geografia
De acordo com o Departamento do Censo dos Estados Unidos, a cidade tem uma área de 607,4 km², dos quais 589,8 km² estão cobertos por terra e 17,6 km² (2,9%) por água.

### Topografia

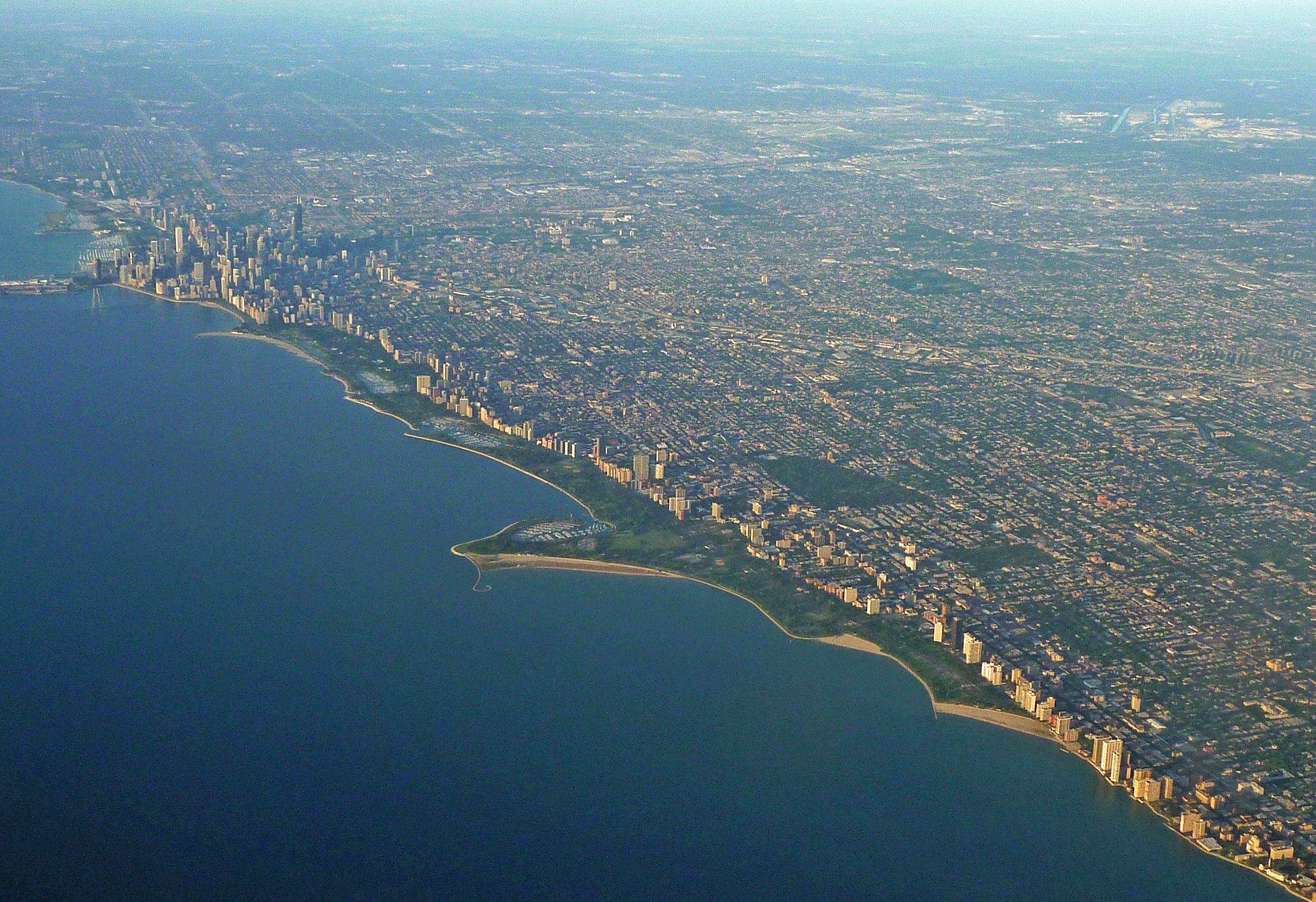
Fotografia aérea da cidade.

Chicago está localizada no nordeste de Illinois, na costa sudoeste do Lago Michigan . É a principal cidade da região metropolitana de Chicago, situada nos Estados Unidos do Meio-Oeste e na região dos Grandes Lagos. Chicago repousa sobre uma divisão continental no local do Chicago Portage, ligando o rio Mississippi e as bacias hidrográficas dos Grandes Lagos. A cidade fica ao lado do imenso Lago Michigan, de água doce, e dois rios; o rio Chicago, no centro da cidade, e o rio Calumet, no extremo industrial de South Side, fluem total ou parcialmente por Chicago.
A história e economia de Chicago estão intimamente ligadas à sua proximidade com o Lago Michigan. Enquanto o Rio Chicago historicamente lidou com grande parte da carga transportada pela água da região, os grandes cargueiros do lago de hoje usam o Porto de Lake Calumet, no lado sul da cidade. O lago também fornece outro efeito positivo: moderar o clima de Chicago, tornando os bairros à beira-mar um pouco mais quentes no inverno e mais frios no verão.

Uma imagem de satélite de Chicago.

Quando Chicago foi fundada em 1837, a maior parte do edifício inicial ficava ao redor da foz do rio Chicago, como pode ser visto em um mapa dos 58 blocos originais da cidade. O grau geral das áreas centrais da cidade é relativamente consistente com o nivelamento natural de sua geografia natural geral, geralmente exibindo apenas uma pequena diferenciação. A altitude média das terras é de 176 m acima do nível do mar. Embora as medições variem um pouco, os pontos mais baixos estão ao longo da margem do lago a 176 m, enquanto o ponto mais alto, a 205 m, é a crista moreana da Ilha Azul no extremo sul da cidade.
O Chicago Loop é o distrito comercial central, mas Chicago também é uma cidade de bairros. O Lake Shore Drive fica ao lado de uma grande parte da orla de Chicago. Alguns dos parques ao longo da orla incluem o Lincoln Park, o Grant Park, o Burnham Park e o Jackson Park. Há vinte e quatro praias públicas em 26 milhas (42 km) da orla. Aterro se estende em partes do lago proporcionando espaço para Navy Pier, Northerly Island, o Museum Campus e grandes porções do McCormick Place. A maioria dos prédios comerciais e residenciais da cidade fica próxima à orla.

### Clima

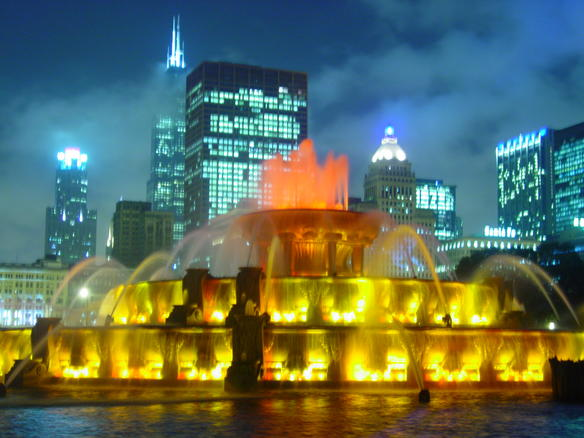
Fonte de Buckingham, doada a Chicago em 1927 por Kate Buckingham.

Chicago possui um clima continental húmido (Dfa na classificação climática de Köppen-Geiger), com as quatro estações do ano bem definidas. Os verões são quentes e úmidos e os invernos frios e com neve, com poucos dias de sol. As amplitudes térmicas mensais são elevadas, com temperaturas médias chegando aos 24 ºC em julho e caindo para abaixo de zero no inverno. Outono e primavera são estações de transição.
Ao longo do ano a cidade pode experimentar extremas ondas de frio no inverno e intensas ondas de calor de verão que podem durar durante vários dias consecutivos. Há também muitos dias suaves de inverno e verão. Não são incomuns temporais durante a primavera e o verão, sendo que por vezes podem ocorrer tempestades de granizo, ventos fortes e tornados.
De acordo com o Serviço Nacional de Meteorologia dos Estados Unidos, a temperatura mínima absoluta registrada em Chicago foi de −33 °C em 20 de janeiro de 1985, no Aeroporto de O'Hare, e a máxima absoluta atingiu 43 ºC em 24 de julho de 1934, no Aeroporto Midway, sendo que no mesmo dia foram registrados 41 ºC em outro ponto da cidade.
| Dados climatológicos para Chicago (Aeroporto Internacional Midway) | Dados climatológicos para Chicago (Aeroporto Internacional Midway) | Dados climatológicos para Chicago (Aeroporto Internacional Midway) | Dados climatológicos para Chicago (Aeroporto Internacional Midway) | Dados climatológicos para Chicago (Aeroporto Internacional Midway) | Dados climatológicos para Chicago (Aeroporto Internacional Midway) | Dados climatológicos para Chicago (Aeroporto Internacional Midway) | Dados climatológicos para Chicago (Aeroporto Internacional Midway) | Dados climatológicos para Chicago (Aeroporto Internacional Midway) | Dados climatológicos para Chicago (Aeroporto Internacional Midway) | Dados climatológicos para Chicago (Aeroporto Internacional Midway) | Dados climatológicos para Chicago (Aeroporto Internacional Midway) | Dados climatológicos para Chicago (Aeroporto Internacional Midway) | Dados climatológicos para Chicago (Aeroporto Internacional Midway) |
| Mês | Jan                                                                | Fev                                                                | Mar                                                                | Abr                                                                | Mai                                                                | Jun                                                                | Jul                                                                | Ago                                                                | Set                                                                | Out                                                                | Nov                                                                | Dez                                                                | Ano                                                                |
| --- | ------------------------------------------------------------------ | ------------------------------------------------------------------ | ------------------------------------------------------------------ | ------------------------------------------------------------------ | ------------------------------------------------------------------ | ------------------------------------------------------------------ | ------------------------------------------------------------------ | ------------------------------------------------------------------ | ------------------------------------------------------------------ | ------------------------------------------------------------------ | ------------------------------------------------------------------ | ------------------------------------------------------------------ | ------------------------------------------------------------------ |
| Temperatura máxima recorde (°C) | 19                                                                 | 24                                                                 | 30                                                                 | 33                                                                 | 39                                                                 | 42                                                                 | 43                                                                 | 39                                                                 | 38                                                                 | 34                                                                 | 27                                                                 | 22                                                                 | 43                                                                 |
| Temperatura máxima média (°C) | −0,3                                                               | 2,1                                                                | 8,2                                                                | 15,1                                                               | 21,2                                                               | 26,6                                                               | 29                                                                 | 27,8                                                               | 24,1                                                               | 17,1                                                               | 9,2                                                                | 1,8                                                                | 15,2                                                               |
| Temperatura mínima média (°C) | −7,7                                                               | −5,7                                                               | −0,6                                                               | 5,4                                                                | 10,9                                                               | 16,7                                                               | 19,7                                                               | 19                                                                 | 14,2                                                               | 7,6                                                                | 1,4                                                                | −5,2                                                               | 6,4                                                                |
| Temperatura mínima recorde (°C) | −32                                                                | −29                                                                | −22                                                                | −12                                                                | −2                                                                 | 2                                                                  | 8                                                                  | 6                                                                  | 1                                                                  | −7                                                                 | −19                                                                | −29                                                                | −32                                                                |
| Precipitação (mm) | 52,3                                                               | 49,3                                                               | 69,1                                                               | 92,5                                                               | 104,9                                                              | 103,1                                                              | 101,9                                                              | 103,3                                                              | 94,1                                                               | 82,3                                                               | 86,9                                                               | 65,3                                                               | 992,9                                                              |
| Queda de neve média (cm) | 29,2                                                               | 23,1                                                               | 13,7                                                               | 2,5                                                                | 0                                                                  | 0                                                                  | 0                                                                  | 0                                                                  | 0                                                                  | 0,1                                                                | 3,3                                                                | 22,1                                                               | 94,2                                                               |
| Dias com precipitação (≥ 0,01 in) | 10,7                                                               | 8,8                                                                | 11,2                                                               | 11,1                                                               | 11,4                                                               | 10,3                                                               | 9,9                                                                | 9                                                                  | 8,2                                                                | 10,2                                                               | 11,2                                                               | 11,1                                                               | 123,1                                                              |
| Dias com neve (≥ 0,1 in) | 8,1                                                                | 5,5                                                                | 3,8                                                                | 0,7                                                                | 0                                                                  | 0                                                                  | 0                                                                  | 0                                                                  | 0                                                                  | 0                                                                  | 1,8                                                                | 6,7                                                                | 26,7                                                               |
| Fonte: National Oceanic and Atmospheric Administration (NOAA, normal climatológica de 1981-2010; recordes absolutos de temperatura: 1928-presente) e Western Regional Climate Center (WRCC). |                                                                    |                                                                    |                                                                    |                                                                    |                                                                    |                                                                    |                                                                    |                                                                    |                                                                    |                                                                    |                                                                    |                                                                    |                                                                    |

| Dados climatológicos para Chicago (Aeroporto Internacional O'Hare)                                                                            | Dados climatológicos para Chicago (Aeroporto Internacional O'Hare) | Dados climatológicos para Chicago (Aeroporto Internacional O'Hare) | Dados climatológicos para Chicago (Aeroporto Internacional O'Hare) | Dados climatológicos para Chicago (Aeroporto Internacional O'Hare) | Dados climatológicos para Chicago (Aeroporto Internacional O'Hare) | Dados climatológicos para Chicago (Aeroporto Internacional O'Hare) | Dados climatológicos para Chicago (Aeroporto Internacional O'Hare) | Dados climatológicos para Chicago (Aeroporto Internacional O'Hare) | Dados climatológicos para Chicago (Aeroporto Internacional O'Hare) | Dados climatológicos para Chicago (Aeroporto Internacional O'Hare) | Dados climatológicos para Chicago (Aeroporto Internacional O'Hare) | Dados climatológicos para Chicago (Aeroporto Internacional O'Hare) | Dados climatológicos para Chicago (Aeroporto Internacional O'Hare) |
| Mês | Jan                                                                | Fev                                                                | Mar                                                                | Abr                                                                | Mai                                                                | Jun                                                                | Jul                                                                | Ago                                                                | Set                                                                | Out                                                                | Nov                                                                | Dez                                                                | Ano                                                                |
| --- | ------------------------------------------------------------------ | ------------------------------------------------------------------ | ------------------------------------------------------------------ | ------------------------------------------------------------------ | ------------------------------------------------------------------ | ------------------------------------------------------------------ | ------------------------------------------------------------------ | ------------------------------------------------------------------ | ------------------------------------------------------------------ | ------------------------------------------------------------------ | ------------------------------------------------------------------ | ------------------------------------------------------------------ | ------------------------------------------------------------------ |
| Temperatura máxima recorde (°C) | 19                                                                 | 24                                                                 | 31                                                                 | 33                                                                 | 37                                                                 | 40                                                                 | 41                                                                 | 39                                                                 | 38                                                                 | 34                                                                 | 27                                                                 | 22                                                                 | 41                                                                 |
| Temperatura máxima média (°C) | −0,6                                                               | 1,8                                                                | 8,1                                                                | 15                                                                 | 21,1                                                               | 26,5                                                               | 28,9                                                               | 27,7                                                               | 23,8                                                               | 16,8                                                               | 9                                                                  | 1,6                                                                | 15,1                                                               |
| Temperatura mínima média (°C) | −8,6                                                               | −6,6                                                               | −1,6                                                               | 3,8                                                                | 9,1                                                                | 14,5                                                               | 17,7                                                               | 17,2                                                               | 12,4                                                               | 6                                                                  | 0,2                                                                | −6,3                                                               | 4,9                                                                |
| Temperatura mínima recorde (°C) | −33                                                                | −29                                                                | −24                                                                | −14                                                                | −3                                                                 | 2                                                                  | 7                                                                  | 6                                                                  | −2                                                                 | −10                                                                | −19                                                                | −32                                                                | −33                                                                |
| Precipitação (mm) | 43,9                                                               | 45,5                                                               | 63,5                                                               | 85,9                                                               | 93,5                                                               | 87,6                                                               | 94                                                                 | 124,5                                                              | 81,5                                                               | 80                                                                 | 80                                                                 | 57,2                                                               | 937                                                                |
| Queda de neve média (cm) | 27,4                                                               | 23,1                                                               | 14,2                                                               | 3                                                                  | 0                                                                  | 0                                                                  | 0                                                                  | 0                                                                  | 0                                                                  | 0,5                                                                | 3                                                                  | 20,8                                                               | 92,1                                                               |
| Dias com precipitação (≥ 0,01 in) | 10,5                                                               | 8,8                                                                | 11,1                                                               | 12                                                                 | 11,6                                                               | 10,2                                                               | 9,8                                                                | 9,8                                                                | 8,3                                                                | 10,2                                                               | 10,8                                                               | 11                                                                 | 124,1                                                              |
| Dias com neve (≥ 0,1 in) | 8,2                                                                | 5,9                                                                | 4,2                                                                | 0,9                                                                | 0                                                                  | 0                                                                  | 0                                                                  | 0                                                                  | 0                                                                  | 0,2                                                                | 1,7                                                                | 6,9                                                                | 69,6                                                               |
| Umidade relativa (%) | 72,2                                                               | 71,6                                                               | 69,7                                                               | 64,9                                                               | 64,1                                                               | 65,6                                                               | 68,5                                                               | 70,7                                                               | 71,1                                                               | 68,6                                                               | 72,5                                                               | 75,5                                                               | 69,6                                                               |
| Insolação (h) | 135,8                                                              | 136,2                                                              | 187                                                                | 215,3                                                              | 281,9                                                              | 311,4                                                              | 318,4                                                              | 283                                                                | 226,6                                                              | 193,2                                                              | 113,3                                                              | 106,3                                                              | 2 508,4                                                            |
| Fonte: NOAA (normal climatológica de 1981–2010; recorde absolutos de temperatura: 1871–presente; horas de sol e umidade relativa: 1961–1990). |                                                                    |                                                                    |                                                                    |                                                                    |                                                                    |                                                                    |                                                                    |                                                                    |                                                                    |                                                                    |                                                                    |                                                                    |                                                                    |

### Parques e recreação

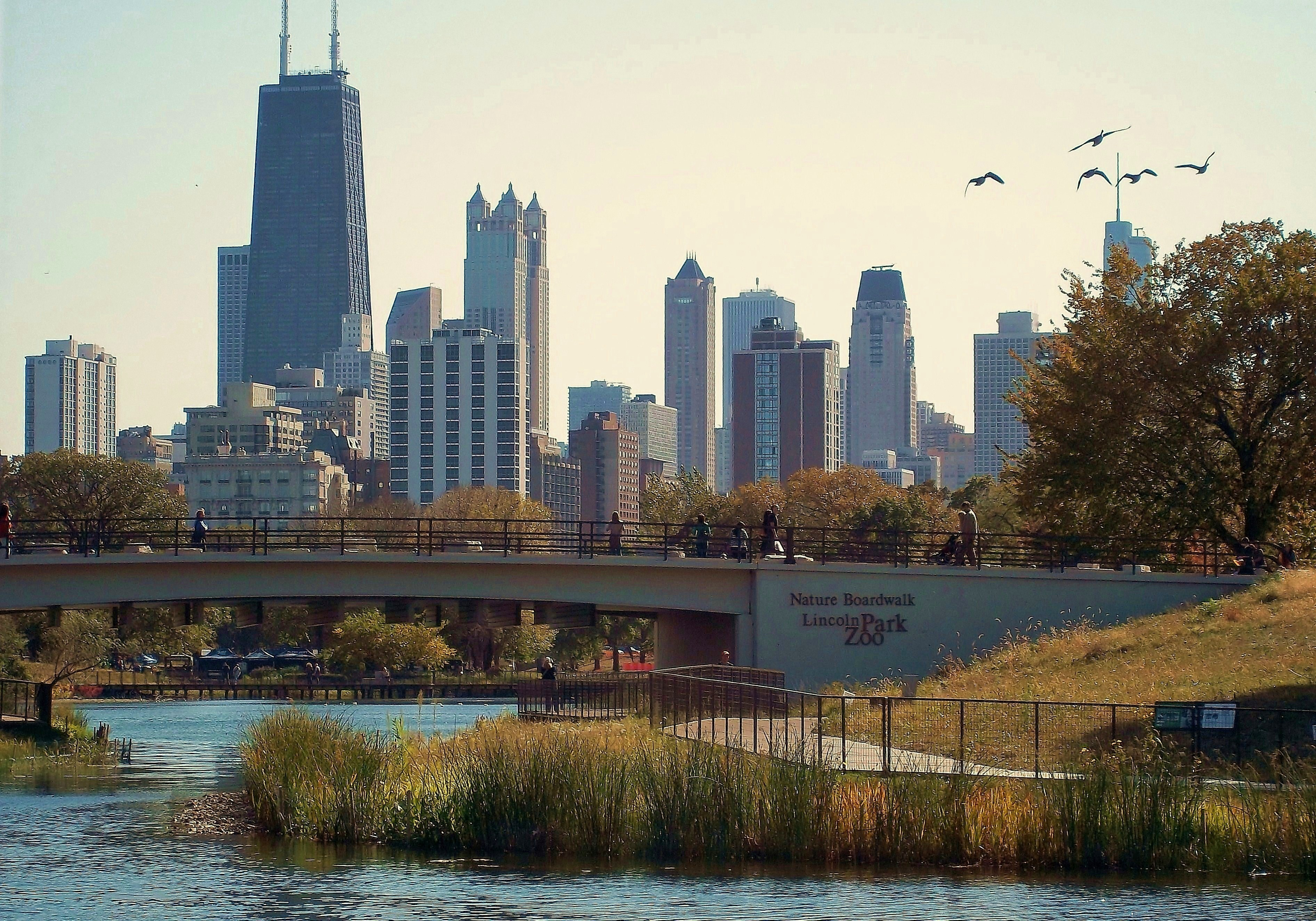
Lincoln Park.

Quando Chicago foi incorporada em 1837, escolheu o lema Urbs no Horto, uma frase em latim que significa "Cidade em um jardim". Hoje, o Chicago Park District consiste em mais de 570 parques com mais de 8 000 acres (3 200 ha) de parques municipais. Existem 31 praias de areia, uma pletora de museus, dois conservatórios de classe mundial e 50 áreas naturais. O Lincoln Park, o maior dos parques da cidade, cobre 1 200 hectares e tem mais de 20 milhões de visitantes por ano, tornando-se o terceiro em número de visitantes depois do Central Park em Nova York, e do National Mall e Memorial Parks em Washington, D.C..
Há um histórico sistema de boulevard, uma rede de largas e arborizadas avenidas que ligam uma série de parques em Chicago. As avenidas e os parques foram autorizados pela legislatura de Illinois em 1869. Uma série de bairros de Chicago surgiram ao longo destas estradas no século XIX. A construção do sistema de boulevard continuou intermitentemente até 1942. Inclui dezenove avenidas, oito parques e seis praças, ao longo de vinte e seis milhas de ruas interconectadas. Parte do sistema no Distrito Histórico de Logan Square Boulevards foi listado no Registro Nacional de Lugares Históricos em 1985.
Com berços para mais de 6 000 barcos, o Chicago Park District opera o maior sistema portuário municipal do país. Além dos projetos de renovação e embelezamento dos parques existentes, vários novos parques foram adicionados nos últimos anos, como o Ping Tom Memorial Park em Chinatown, o DuSable Park em Near North Side, e mais notavelmente, Millennium Park, que fica no canto noroeste de um dos parques mais antigos de Chicago, Grant Park, no Chicago Loop.

## Demografia
Durante seus primeiros cem anos, Chicago era uma das cidades que mais cresciam no mundo. Quando fundada em 1833, menos de 200 pessoas se estabeleceram no que era então a fronteira estadunidense. Na época de seu primeiro censo, sete anos mais tarde, a população tinha atingido mais de 4 mil habitantes. Nos quarenta anos entre 1850 e 1890, a população da cidade cresceu de pouco menos de 30 000 para mais de 1 milhão. No final do século XIX, Chicago era a quinta maior cidade do mundo e a maior das cidades que ainda não existiam no início do século. No prazo de sessenta anos após o Grande Incêndio de Chicago de 1871, a população passou de cerca de 300 000 para mais de 3 milhões e atingiu seu maior população já registrada, 3,6 milhões, no censo de 1950. Desde 1900, o crescimento populacional médio, a cada dez anos, é de 4,9%.

### Composição étnica

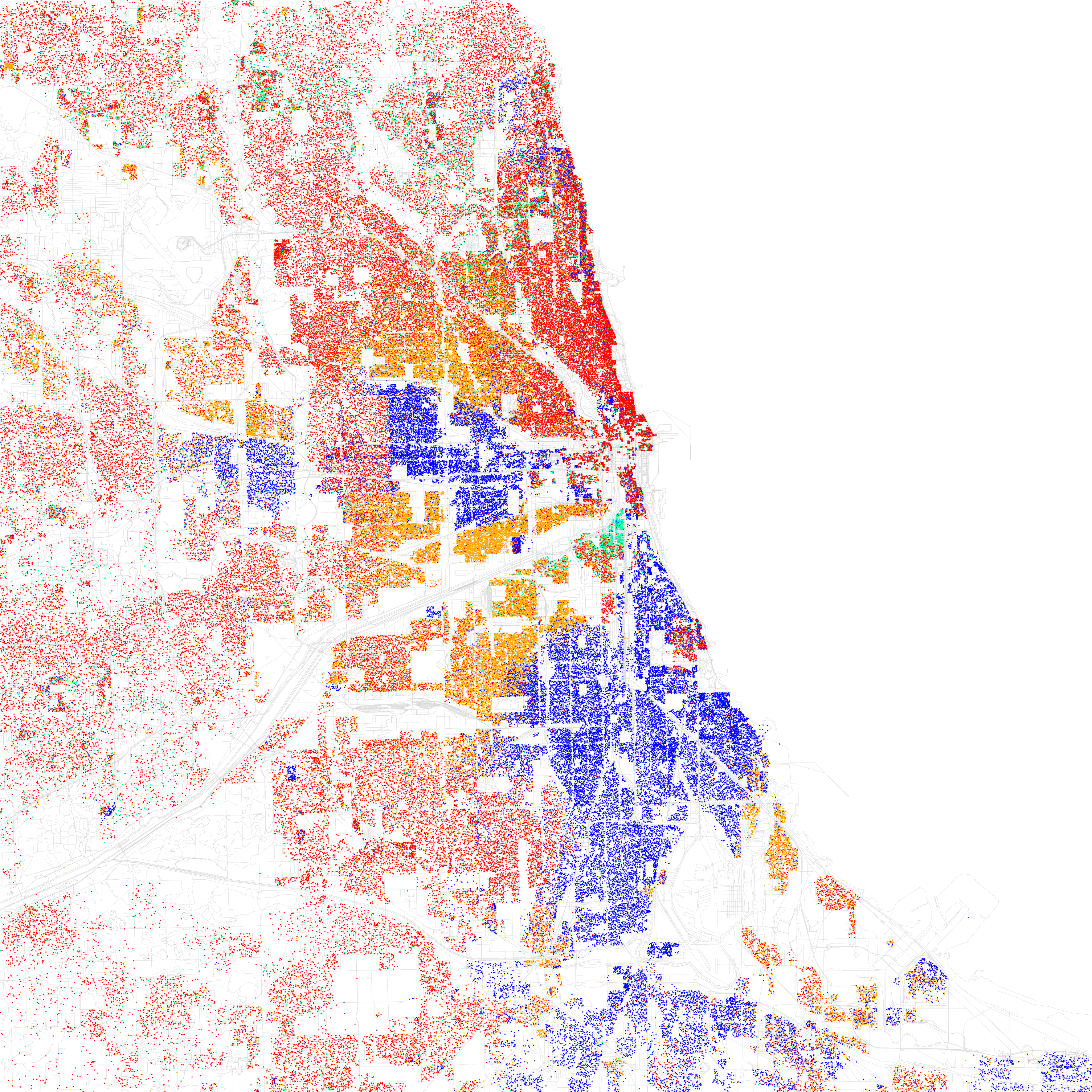
Distribuição racial em Chicago em 2010. Cada ponto representa 25 pessoas: Brancos, Negros, Asiáticos, Hispânicos ou Outros (amarelo).

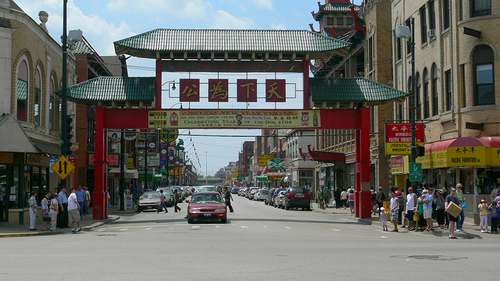
Chinatown da cidade.

A partir das duas últimas décadas do século XIX, Chicago foi o destino de ondas de imigrantes da Irlanda, além de Europa Meridional, Central e Oriental, incluindo italianos, judeus, poloneses, lituanos, sérvios e tchecos. Para estes grupos étnicos, a base da classe trabalhadora industrial da cidade, foram adicionados um influxo adicional de afro-americanos do Sul dos Estados Unidos, sendo que a população negra de Chicago chegou a duplicar entre 1910 e 1920 e duplicou novamente entre 1920 e 1930.
Em 1920 e 1930, a grande maioria dos afro-americanos que se mudavam para Chicago foram agrupados em um chamado "Cinturão Negro", na zona sul da cidade. Em 1930, dois terços da população afro-americana vivia em partes da cidade que eram composta por 90% de negros.
O sul de Chicago emergiu como a segunda maior concentração urbana de negros do país, após o Harlem de Nova York. Desde 2010, a população de Chicago se recuperou e adicionou cerca de 25 mil pessoas nas mais recentes estimativas populacionais de 2015.

### Censo 2020
Segundo o censo nacional de 2020, a sua população é de 2 746 388 habitantes e sua densidade populacional é de 4 656,3 hab/km². Seu crescimento populacional na última década foi de 1,9%, acima do crescimento estadual de -0,1%. É a cidade mais populosa do estado e a terceira mais populosa do país.
Possui 1 262 612 residências que resulta em uma densidade de 2 140,7 residências/km² e um aumento de 5,7% em relação ao censo anterior. Deste total, 9,5% das unidades habitacionais estão desocupadas. A média de ocupação é de 2,4 pessoas por residência.

### Censo 2010
Segundo o Censo dos Estados Unidos de 2010, havia 2 695 598 pessoas distribuídas por 1 045 560 casas em Chicago. Mais de metade da população do estado de Illinois vive na área metropolitana de Chicago.
A cidade é uma das mais densamente povoadas dos Estados Unidos e a maior cidade da Megalópole dos Grandes Lagos. A composição racial da cidade era: 45,0% brancos (31,7% brancos não-hispânicos); 32,9% afro-americanos; 28,9% hispânicos ou latinos (de qualquer raça); 13,4% outra etnia; 5,5% asiáticos (1,6% chineses, de 1,1% indianos, 1,1% filipinos, 0,4% coreanos, 0,3% paquistaneses, 0,3% vietnamitas, 0,2% japoneses e 0,1% tailandeses); 2,7% multirraciais; 0,5% nativos americanos.

### Religião
Religião em Chicago (2014)

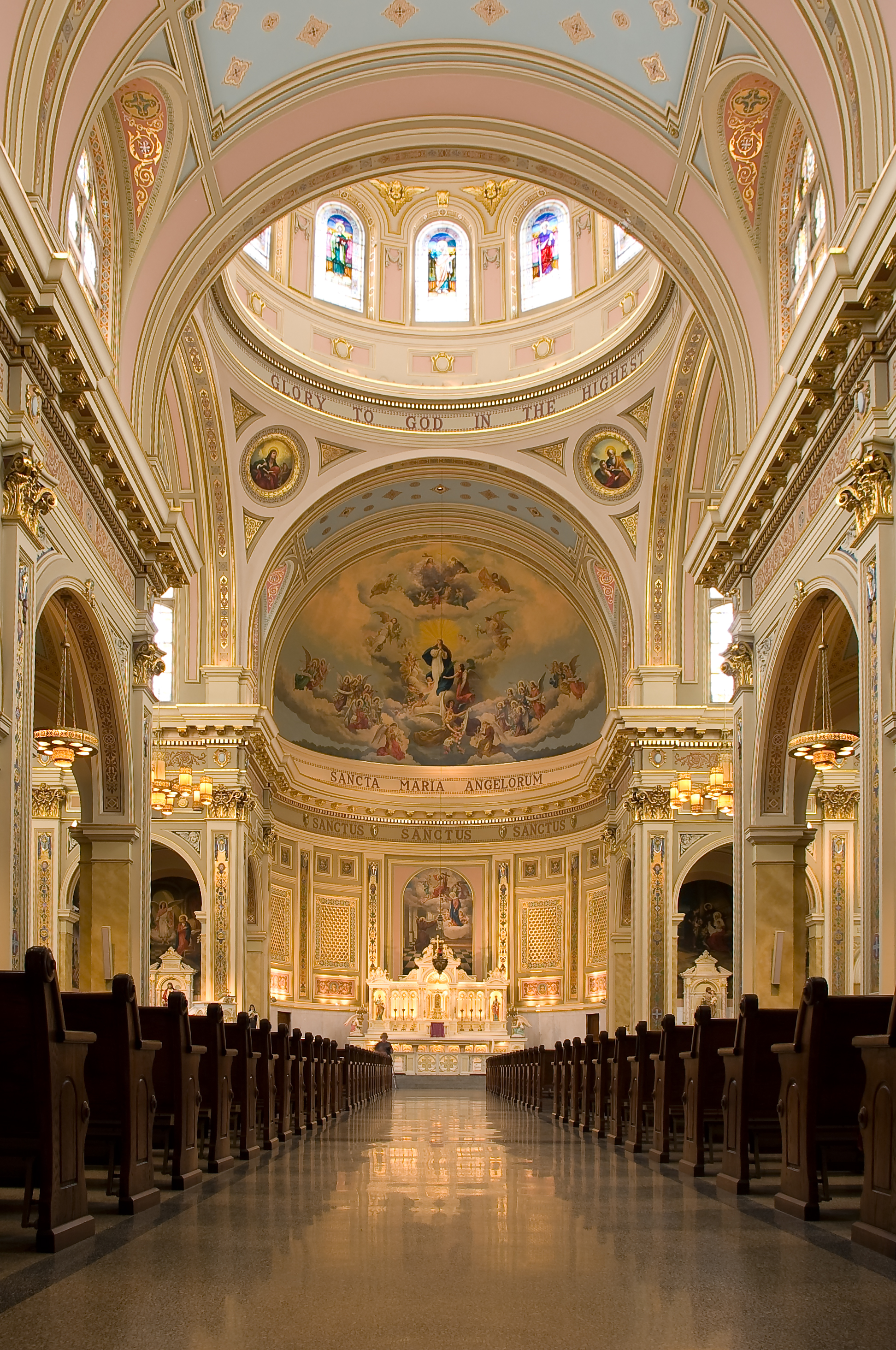
Interior da Igreja de Santa Maria dos Anjos.

Cerca de 71% dos habitantes da cidade identificam-se como cristãos, outros 7% se identificam com outras fés e 22% não têm nenhuma afiliação religiosa.
Chicago também tem muitos judeus, muçulmanos, budistas, hindus e outros. Chicago é a sede de várias denominações religiosas, incluindo a Aliança Evangélica e a Igreja Evangélica Luterana na América. Os dois primeiros Parlamentos das Religiões do Mundo em 1893 e 1993 foram realizados em Chicago. Muitos líderes religiosos internacionais visitaram Chicago, como a Madre Teresa, o Dalai Lama e o Papa João Paulo II, em 1979. O atual Papa, Leão XIV, é natural da cidade.

### Problemas sociais
Os principais problemas sociais de Chicago são a criminalidade, a pobreza, discriminação racial e a desigualdade socioeconômica entre os habitantes da cidade. As taxas de criminalidade de Chicago tem sido altas desde a década de 1960. O número de homicídios chegou a um máximo de 970, em 1974 (a população da cidade então era de pouco mais de três milhões de habitantes, resultando em uma taxa de 29 homicídios para cada 100 mil habitantes), e chegando a um máximo de 34 homicídios para cada 100 mil habitantes novamente em 1992 (943 homicídios), quando a cidade possuía menos de três milhões de habitantes. Após 1992, o número de homicídios cairia gradualmente para 705 homicídios em 1999 — ainda assim, registrando mais homicídios do que qualquer outra cidade americana (até mesmo Nova Iorque, cuja população é aproximadamente três vezes maior do que a de Chicago). O número de homicídios cairia para 448 em 2004, embora a taxa de homicídios para cada 100 mil habitantes de Chicago ainda seja a maior entre as grandes cidades dos Estados Unidos.[carece de fontes?]

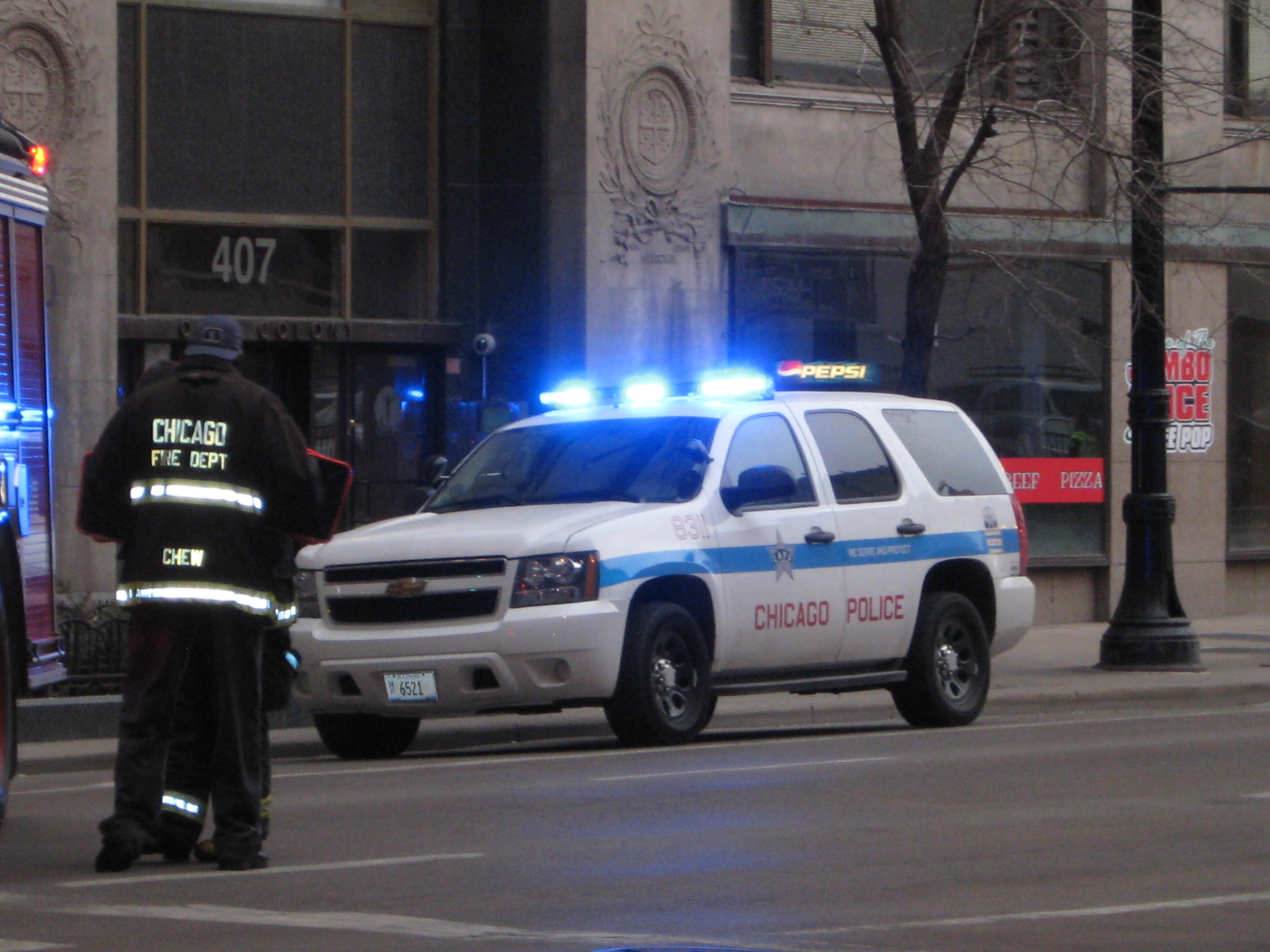
Viatura do Departamento de Polícia de Chicago.

Chicago possui um dos menores índices de desemprego dos Estados Unidos. Mas um quinto dos habitantes da cidade precisam receber algum tipo de assistência (benefício) social, para poderem sobreviver. Altos preços em geral tornam a vida em Chicago (bem como em outros grandes centros urbanos) proibitiva para pessoas de renda baixa. Os hispânicos e principalmente os afro-americanos são os mais atingidos pela pobreza. Um terço dos afro-americanos estão abaixo da linha de pobreza americana, e metade das pessoas afro-americanas do sexo masculino estão desempregadas.[carece de fontes?]
A segregação étnica e racial é muito alta em Chicago, com pessoas brancas morando em bairros com uma população predominantemente branca; hispânicos, em bairros predominantemente hispânicos, e afro-americanos, em bairros predominantemente negros. A criminalidade e problemas de saúde afetam muito mais bairros hispânicos e afro-americanos. A taxa de mortalidade infantil é sensivelmente mais alta entre a população afro-americanos do que entre a população branca. Outro grande problema em Chicago são as altas taxas de problemas familiares na cidade. Um problema em particular é a alta taxa de divórcio da cidade. Metade das pessoas que recebem ajuda municipal são mulheres que não conseguem sustentar a si próprios e suas crianças.[carece de fontes?]

## Governo e política

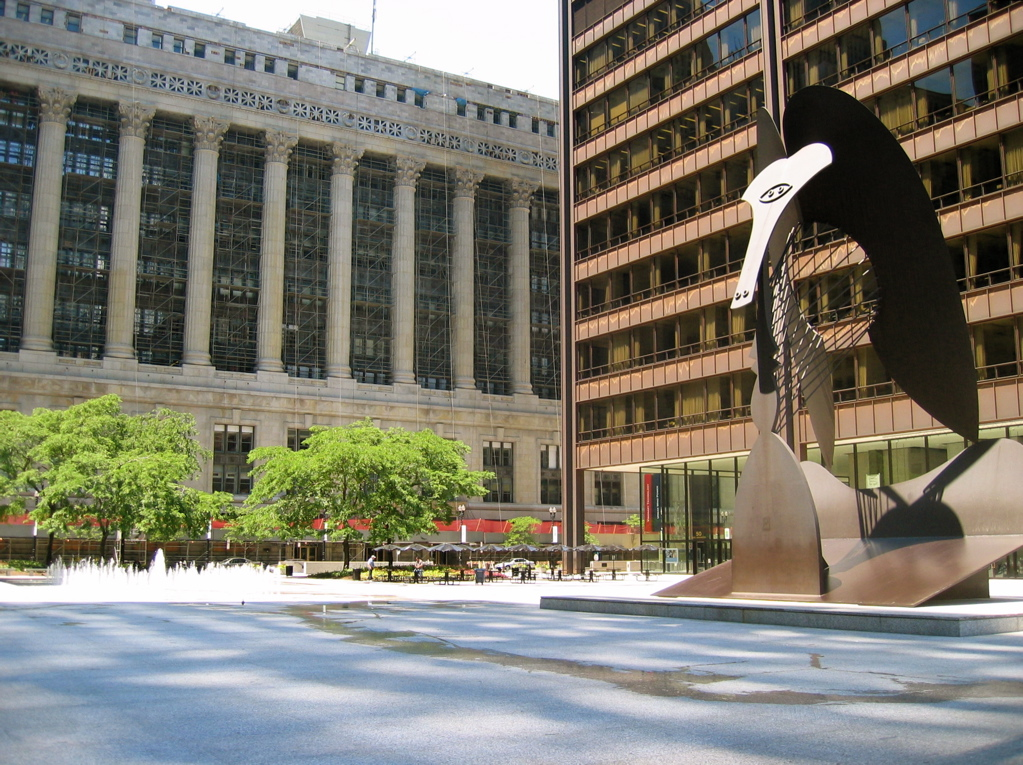
Praça Daley com a estátua de Picasso e a prefeitura ao fundo. Os tribunais do Estado estão no edifício à direita.

O governo da cidade de Chicago é dividido entre os poderes executivo e legislativo. O prefeito de Chicago é o chefe do executivo, eleito por eleição geral para um mandato de quatro anos, sem limite de prazo. O atual prefeito é Rahm Emanuel. O prefeito nomeia comissários e outros funcionários que supervisionam os vários departamentos. Bem como o prefeito, o secretário e o tesoureiro de Chicago também são eleitos em toda a cidade. A Câmara Municipal é o ramo legislativo e é composta por 50 vereadores, um eleito em cada distrito da cidade. O Conselho toma uma ação oficial através da passagem de portarias e resoluções e aprova o orçamento da cidade.
Chicago tem 30 cidades-irmãs em todo o mundo. Como Chicago, muitas delas são ou foram a segunda cidade mais populosa ou influente de seu país, ou são a principal cidade de um país que teve um grande número de imigrantes se estabelecendo em Chicago. Essas relações têm procurado promover vínculos econômicos, culturais, educacionais e outros.
Para celebrar as cidades-irmãs, Chicago hospeda um festival anual em Daley Plaza, que apresenta atos culturais e degustações de comida de outras cidades. Além disso, o programa Chicago Sister Cities acolhe uma série de delegações e intercâmbios formais. Em alguns casos, essas trocas levaram a novas colaborações informais, como a relação acadêmica entre o Buehler Center on Aging, Health & Society da Feinberg School of Medicine da Northwestern University e o Instituto de Gerontologia da Ucrânia (originalmente da União Soviética), que foi originalmente estabelecido como parte do programa de cidades-irmãs Chicago-Kyiv.

### Cidades-irmãs
- Milão, Itália[49]
- Paris, França
- Casablanca, Marrocos
- Amman, Jordânia
- Petah Tikva, Israel
- Atenas, Grécia
- Belgrado, Sérvia
- Acra, Gana
- Birmingham, Reino Unido
- Nova Delhi, Índia
- Durban, África do Sul
- Osaka, Japão
- São Paulo, Brasil[52]
- Galway, República da Irlanda
- Göteborg, Suécia
- Hamburgo, Alemanha
- Kiev, Ucrânia
- Lucerna, Suíça
- Cidade do México, México
- Moscou, Rússia
- Praga, República Tcheca
- Xangai, China
- Shenyang, China
- Toronto, Ontário, Canadá
- Vilnius, Lituânia
- Varsóvia, Polônia

## Economia

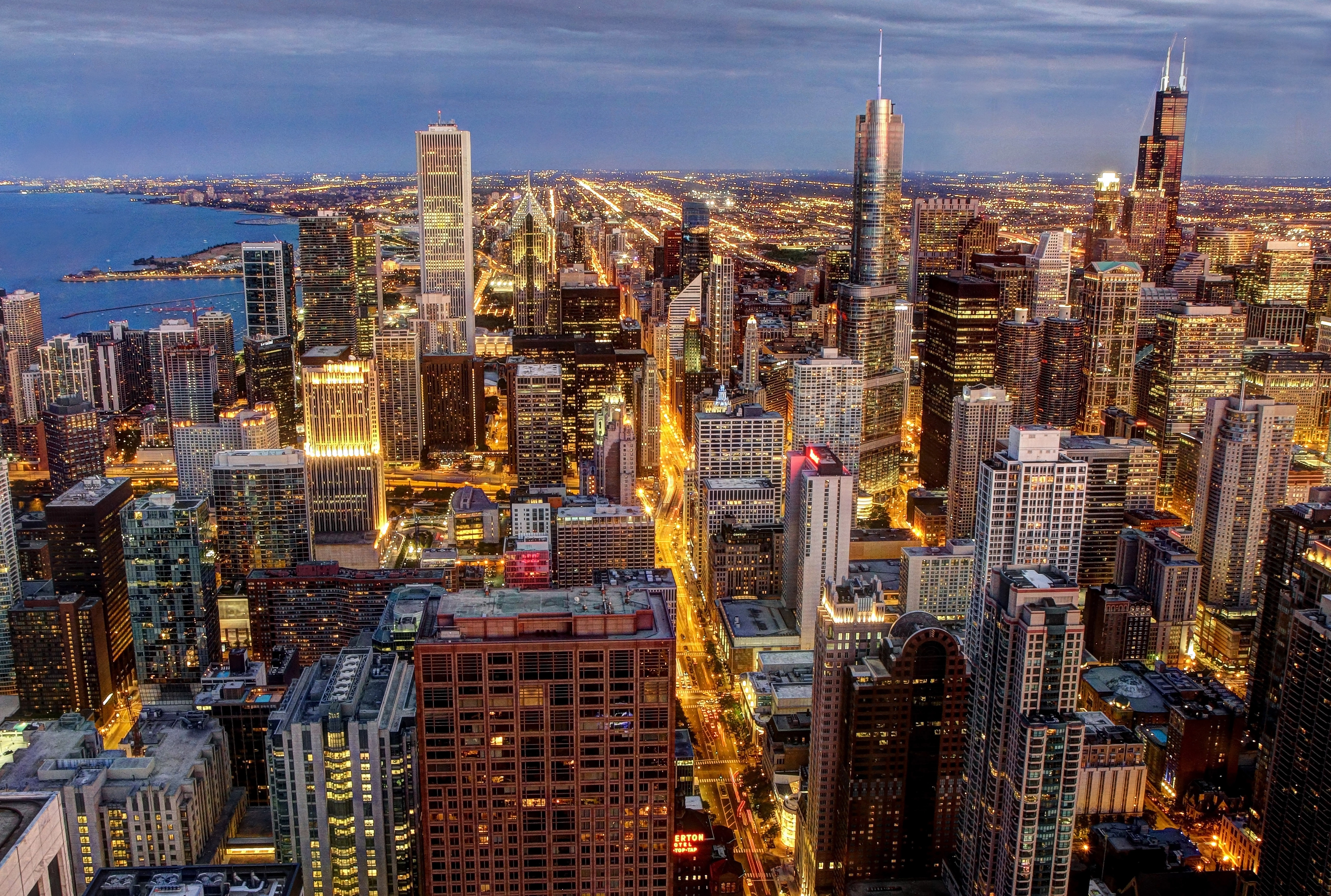
Centro financeiro de Chicago à noite.

Chicago tem o terceiro maior produto interno bruto (PIB) metropolitano nos Estados Unidos, cerca de 630,3 bilhões de dólares, segundo estimativas de 2014–2016. A cidade também foi avaliada como a economia mais equilibrada nos Estados Unidos, devido ao seu alto nível de diversificação. Chicago foi nomeada o quarto centro de negócios mais importante do mundo pela MasterCard. Além disso, a área metropolitana de Chicago registrou o maior número de instalações empresariais novas ou ampliados nos Estados Unidos para o ano civil de 2014. A região metropolitana tem a terceira maior força de trabalho para ciência e engenharia do que qualquer outra metrópole do país. Em 2009, Chicago foi classificada em 9º lugar na lista UBS das cidades mais ricas do mundo. Chicago era a base de operações comerciais para industriais como Marshall Field e muitos outros visionários comerciais que lançaram as bases para a indústria do Meio-Oeste e global.
Chicago é um importante centro financeiro mundial, com o segundo maior distrito central de negócios nos Estados Unidos. A cidade é a sede do Federal Reserve Bank de Chicago (Distrito Sétimo da Reserva Federal). A cidade tem grandes bolsas de valores e futuros, incluindo a Bolsa de Chicago, a Chicago Board Options Exchange (CBOE) e o Chicago Mercantile Exchange (o "Merc"), que é de propriedade, juntamente com a Chicago Board of Trade (CBOT), do CME Group de Chicago, que também é dono do New York Mercantile Exchange (NYMEX), a Bolsa de Mercadorias Inc. (COMEX) e dos índices Dow Jones. Talvez devido à influência da Escola de Chicago, a cidade também tem mercados de negociação de contratos incomuns, tais como emissões (na Chicago Climate Exchange) e índices de estilo de equivalência patrimonial (na bolsa de futuros dos Estados Unidos).

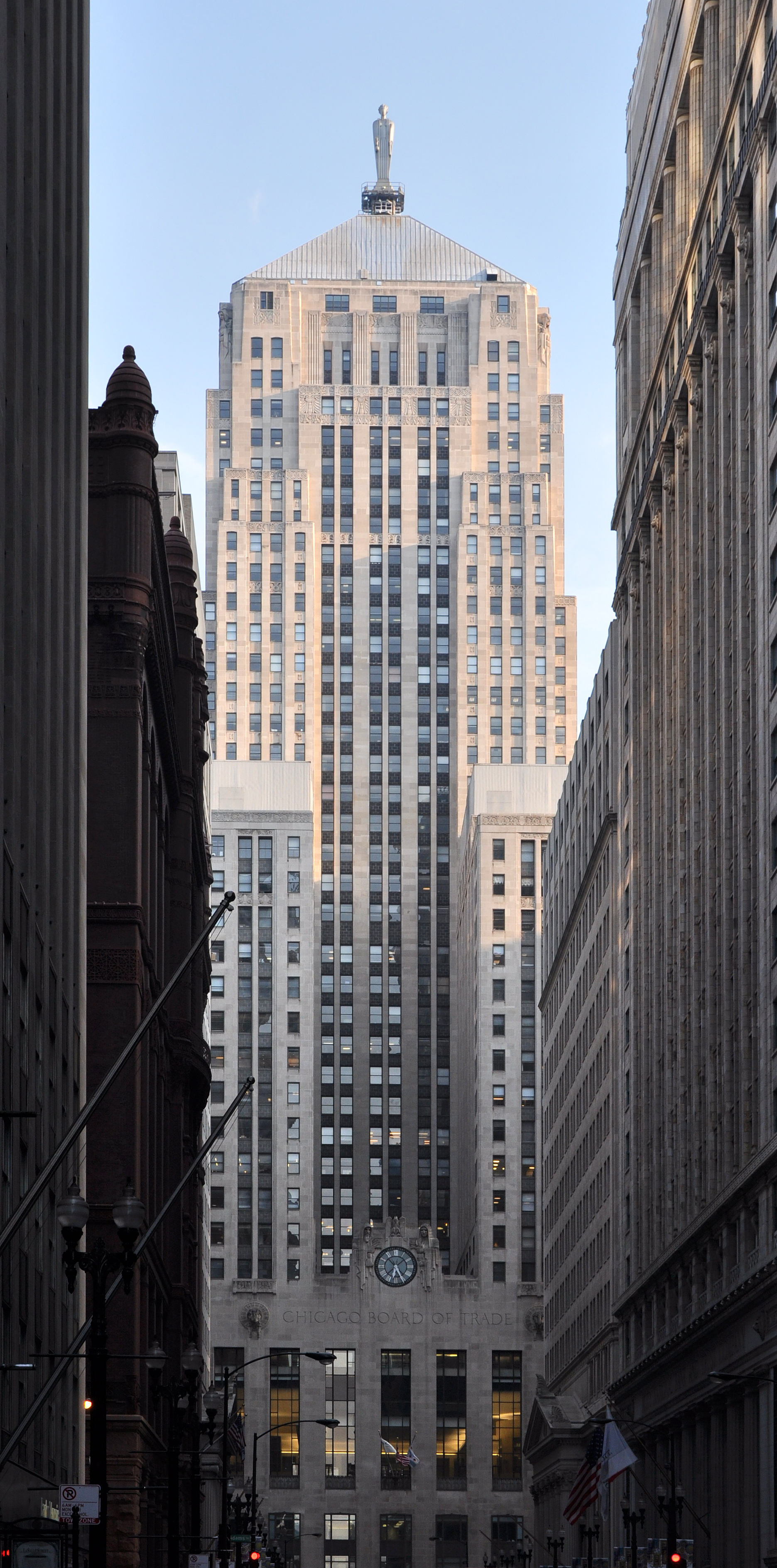
Edifício da Chicago Board of Trade.

A cidade e a sua área metropolitana contém a terceira maior força de trabalho nos Estados Unidos, com cerca de 4,48 milhões de trabalhadores, em 2014. Além disso, o estado de Illinois é o lar de 66 empresas listadas na Fortune 1000, incluindo aquelas em Chicago. A cidade também abriga 12 empresas listadas na Fortune Global 500 e 17 empresas da Financial Times 500. A cidade também reivindica a gigante aeroespacial Boeing, que mudou sua sede de Seattle para o Chicago Loop, em 2001. Duas das empresas Dow 30, Kraft Foods e McDonald's, estão nos subúrbios de Chicago, assim como a Sears e a Motorola. A sede da United Continental Holdings, estão no United Building e seu centro de operações e sua subsidiária, a United Airlines, estão na Willis Tower. Em junho de 2016, o McDonald's confirmou planos de mudar sua sede global no bairro de West Loop no início de 2018.
A fabricação e o processamento de alimentos também desempenha um papel importante na economia da cidade. Vários produtos médicos e empresas de serviços estão sediadas na área de Chicago, incluindo Baxter International, Boeing, Abbott Laboratories e da divisão Healthcare Financial Services da General Electric. Além de Boeing, a United Airlines mudou-se para a cidade em 2011, assim como a GE Transportation em 2013, a ThyssenKrupp e a Archer Daniels Midland. Além disso, a construção do Canal de Illinois e Michigan, que ajudou a transportar mercadorias dos Grandes Lagos da América do Norte ao sul pelo rio Mississippi, e as ferrovias do século XIX fizeram da cidade um importante centro de transporte nos Estados Unidos. Na década de 1840, Chicago se tornou um importante porto de grãos e na década de 1850 e 1860 a indústria de carne de porco e carne de Chicago expandiu. Atraídos por uma combinação de grandes clientes empresariais, dólares de pesquisa federais e uma grande força de trabalho alimentada por universidades da área, Chicago é também o local de um número crescente de empresas iniciantes na web como Careerbuilder, Groupon e FeedBurner.

### Turismo

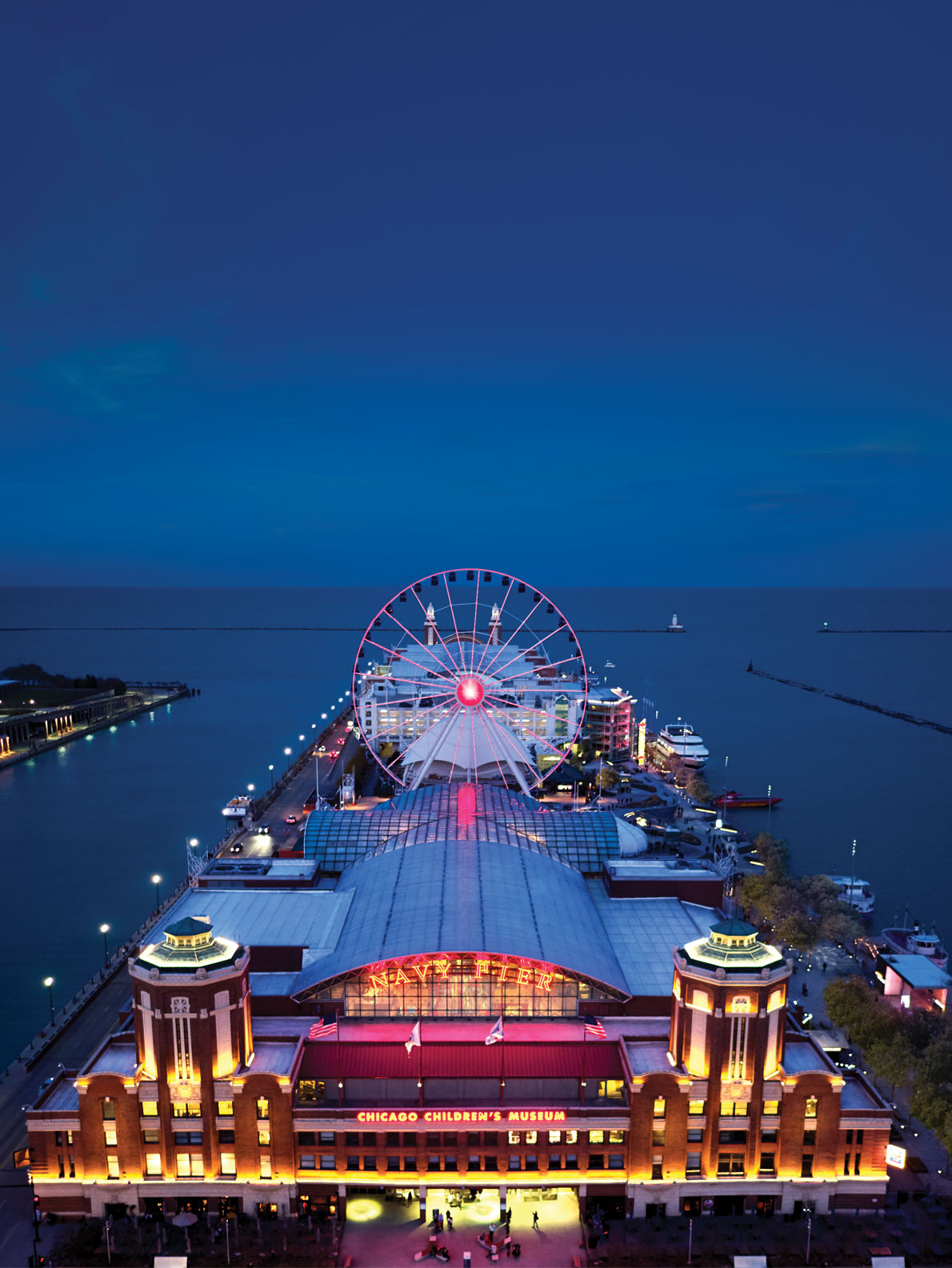
Navy Pier.

Em 2014, Chicago atraiu mais de 50 milhões de turistas americanos, 11 milhões de turistas de negócios e 1,3 milhões vindos de fora dos Estados Unidos. Estes visitantes movimentaram mais de US$ 13,7 bilhões (Portugal: 13,7 mil milhões) na economia da cidade. Compras ao longo da Magnificent Mile, restaurantes, arquitetura, parques e museus atraem turistas de todos os lugares do mundo. Chicago é a terceira cidade mais utilizada para realizações de grandes convenções nos Estados Unidos. Um estudo de 2011 classificou Chicago como a quinta melhor cidade para se conhecer a pé nos Estados Unidos.
O Navy Pier, localizado na beira do lago Michigan, é um pier (Port: cais) de 910 m de comprimento com restaurantes, casas noturnas, uma roda gigante, sala de jogos, auditórios e espaço para descanso. A roda gigante de 46 m de altura atrai cerca de 8 milhões de visitantes anualmente Com previsão para ser inaugurado em 2020, o Barack Obama Presidential Center será uma ala da Universidade de Chicago no Hyde Park e incluirá também a biblioteca presidencial de Obama e o escritório da Obama Foundation. A Willis Tower (antiga Sears Tower) é um destino popular entre os turistas. O prédio possui um observatório no último andar, de onde é possível ver a cidade e o lago Michigan. Inclui também uma sacada de vidro para fora do prédio, de onde é possível olhar abaixo dos pés. Em 2013, Chicago foi eleita uma das dez cidades dos Estados Unidos que devem ser visitadas pela revista Condé Nast Traveler.

## Infraestrutura

### Educação

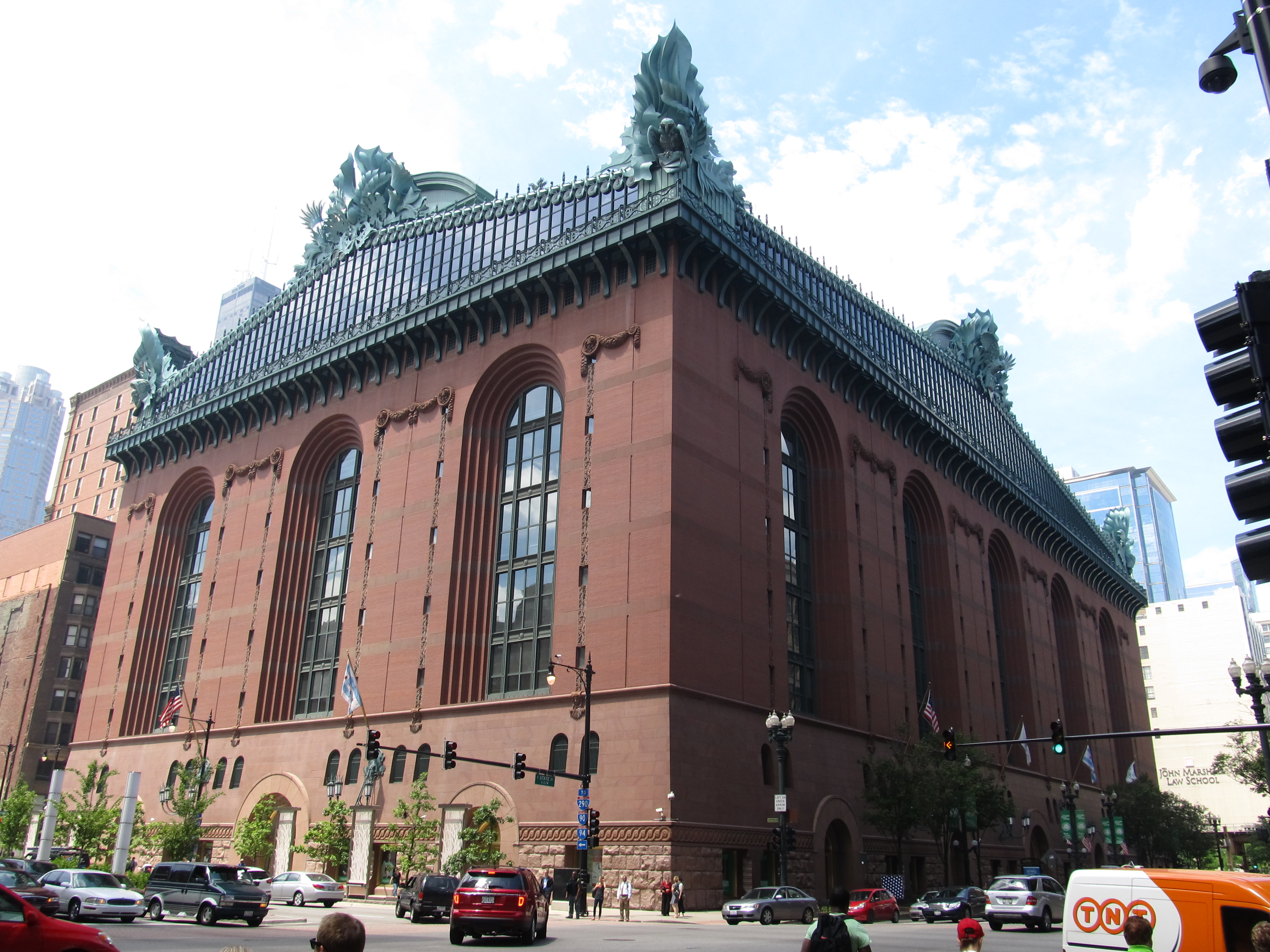
Harold Washington Library, a maior biblioteca pública do mundo de acordo com o Guiness Book.

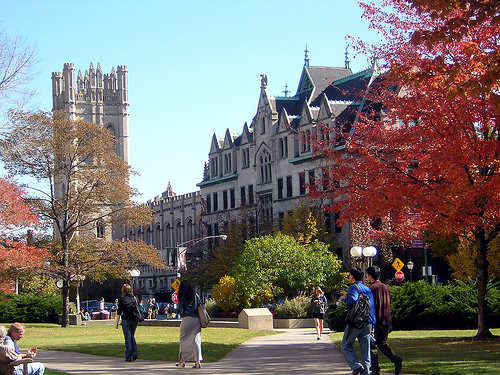
Campus da Universidade de Chicago.

Chicago possui o terceiro maior sistema de escolas públicas dos Estados Unidos, e o quinto maior da América do Norte (superado apenas pela Cidade do México, Nova Iorque, Los Angeles e Toronto, no Canadá). Este sistema é comandado por sete pessoas, que são diretamente escolhidas pelo prefeito da cidade, e é responsável pela administração de cerca de 410 mil estudantes, bem como de 550 escolas. Cerca de 80 mil estudantes na cidade estudam em escolas católicas na cidade, que são suportadas economicamente pelo município. Outras 25 mil estudam em escolas particulares.[carece de fontes?]
Chicago possui uma biblioteca central, bem como outras 80 bibliotecas menores espalhadas pela cidade. O sistema de biblioteca pública de Chicago é um dos maiores do país, com cerca de seis milhões de livros, e mais um total de seis milhões de revistas, recortes, filmes e jornais. Esta localiza-se no centro da cidade. Foi completamente destruída no Grande Incêndio de Chicago, em 1871, mas foi reconstruída no ano seguinte, com os ingleses doando cerca de oito mil livros para a biblioteca. Muitas outras bibliotecas privadas existem na cidade, sendo a maioria delas especializada em uma certa área, como matemática, geografia, artes ou história, por exemplo. Elas estão localizadas primariamente em universidades e faculdades.[carece de fontes?]
A maior instituição de educação superior em Chicago é a Universidade de Chicago, que tem cerca de 25 mil estudantes. Além disso, outras três universidades estaduais, a Chicago State, a Northeastern Illinois e a Universidade de Illinois, bem como uma universidade privada, a Universidade Roosevelt, e outras duas instituições católicas, a Universidade DePaul e a Universidade Loyola, estão localizadas na cidade. O The School of the Art Institute of Chicago, considerada uma das melhores escolas de Belas Artes dos Estados Unidos, e a Columbia College Chicago também entre as melhores dos Estados Unidos, especializada em arte e mídia, estão localizadas na cidade.[carece de fontes?]
Chicago é o maior centro de treinamento médico e dentário dos Estados Unidos, com cerca de seis faculdades de treinamento médico, que fazem da cidade um líder mundial em educação e pesquisa médica. A Universidade de Illinois assume ser maior o centro de treinamento médico do país, com seus 1,3 mil estudantes. Quatro grandes associações médicas americanas estão sediadas em Chicago. Muitas faculdades, entre públicas e privadas, estão instaladas na cidade. Entre elas, estão um sistema de sete faculdades comunitárias, que possuem um total de 200 mil estudantes, incluindo 50 mil pessoas recém-chegadas ao país, e que estão ainda aprendendo inglês.[carece de fontes?]

### Transportes

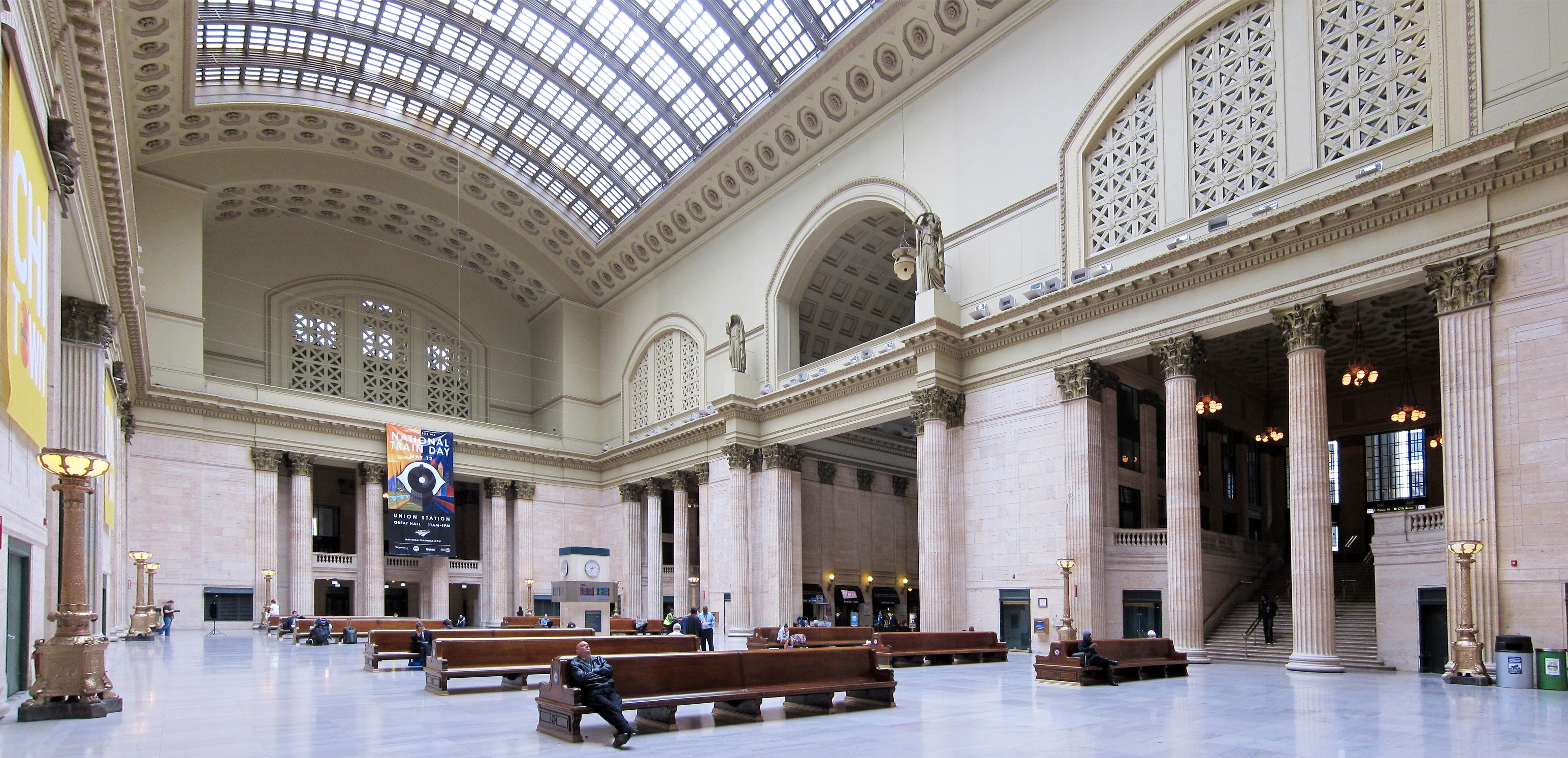
Union Station.

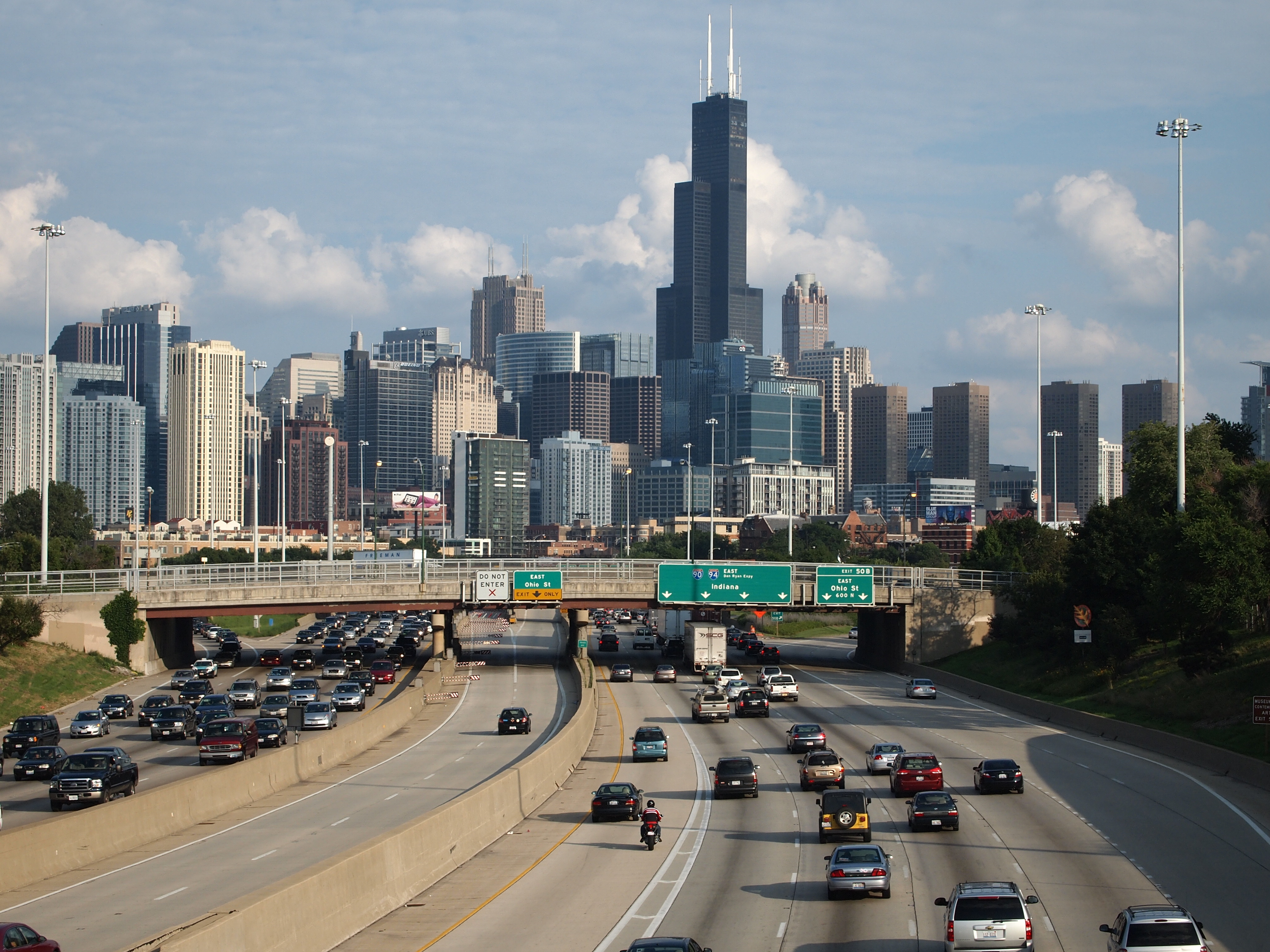
Interestadual 90.

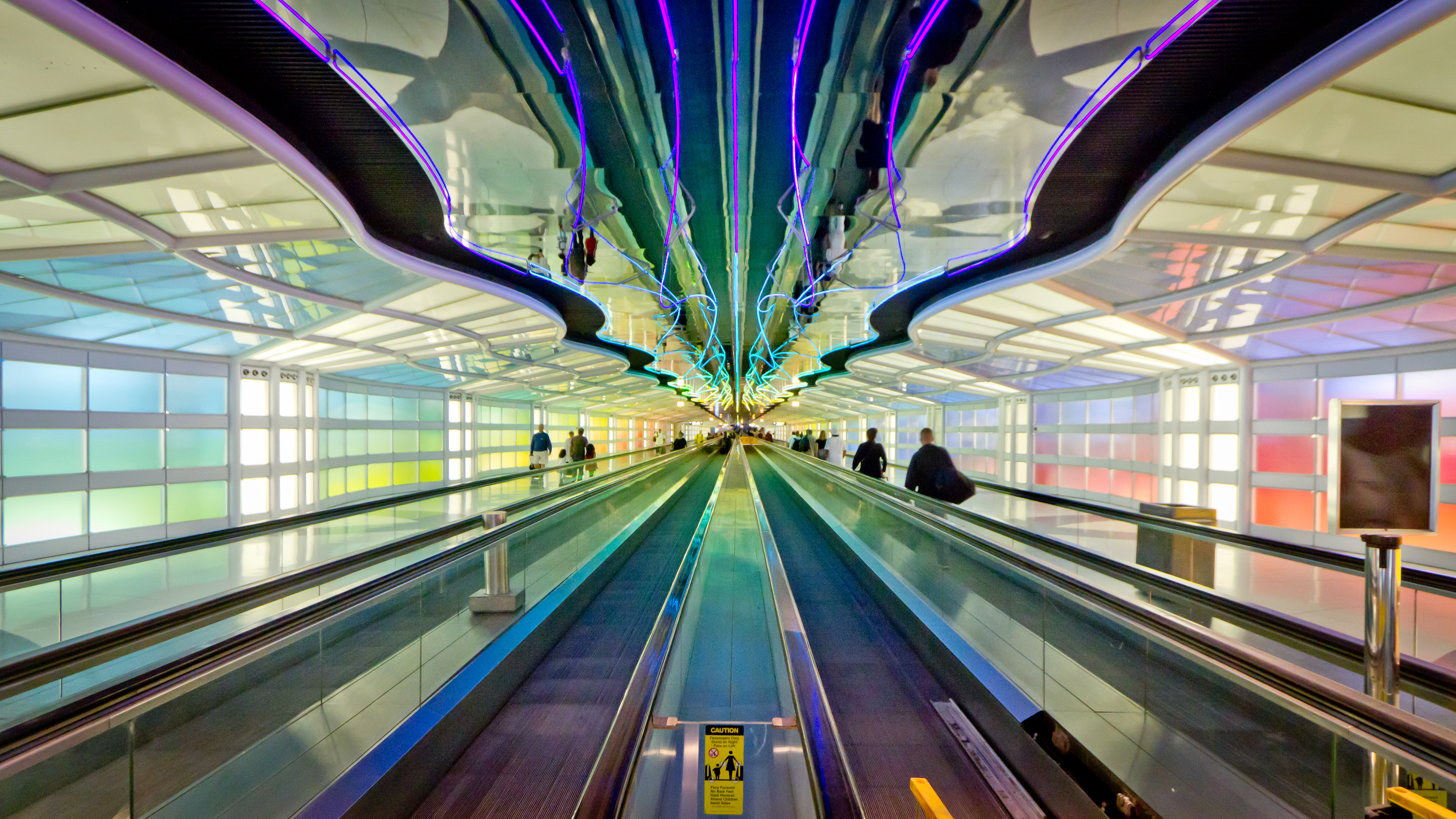
Aeroporto Internacional O'Hare.

Chicago é o maior centro de transportes dos Estados Unidos, possuindo a mais movimentada malha ferroviária do país, bem como o segundo aeroporto mais movimentado do mundo. O órgão público Chicago Transit Authority (CTA), é o responsável por administrar o sistema de transporte público da cidade, operando todas as linhas de ônibus, metrô e trens inter-urbanos na cidade. Aproximadamente 375 mil pessoas usam o transporte público de Chicago para locomoção dentro da cidade. A CTA é uma subsidiária da Regional Transport Authority, que controla a CTA, bem como outras companhias de transporte público que operam em outras cidades da região metropolitana de Chicago.[carece de fontes?]
Aproximadamente três quartos dos habitantes da região metropolitana de Chicago usam carros como meio de locomoção, principalmente para irem ao local de trabalho. Porém, um sistema eficiente de ruas e avenidas, suplementadas com um sistema extensivo de vias expressas e autoestradas evitam problemas maiores de trânsito, tal como grandes congestionamentos. A inovação da cidade de Chicago na arquitetura e engenharia mundial afetou também suas vias públicas. Para minimizar problemas de trânsito, ruas com dois ou três andares correm ao longo da cidade.[carece de fontes?]
Chicago, desde primórdios de sua fundação em 1833, foi um centro portuário movimentado, tendo sido o porto madeireiro mais movimentado do mundo no final do século XIX e no começo do século XX, e mesmo atualmente, Chicago continua a ser um dos mais movimentados centros portuários do país. Isto deve-se à sua localização estratégica, com o Canal de Illinois-Michigan conectando os Grandes Lagos com o sistema hidroviário do Rio Mississipi Missouri. O porto da cidade movimenta cerca de 24 milhões de toneladas de carga anualmente, possuindo 84 terminais capazes de receber navios fluviais de pequeno porte a gigantescos navios oceânicos.[carece de fontes?]
Os terminais ferroviários de Chicago movimentam cerca de 25 milhões de toneladas de produtos anualmente, fazendo da cidade o principal terminal ferroviário dos Estados Unidos, sem contar os mais de 37 milhões de toneladas movimentadas por caminhões de carga. Chicago é um dos centros aeroportuários mais movimentado do mundo, desde o término da Segunda Guerra Mundial. Na década de 1950, o Aeroporto Internacional Midway foi o mais movimentado do mundo, até 1962, quando o Aeroporto Internacional O'Hare superou Midway, e que continuou até 1998 como o aeroporto mais movimentado do mundo (por número de passageiros), quando foi superado pelo Aeroporto Internacional de Atlanta.[carece de fontes?]

## Cultura

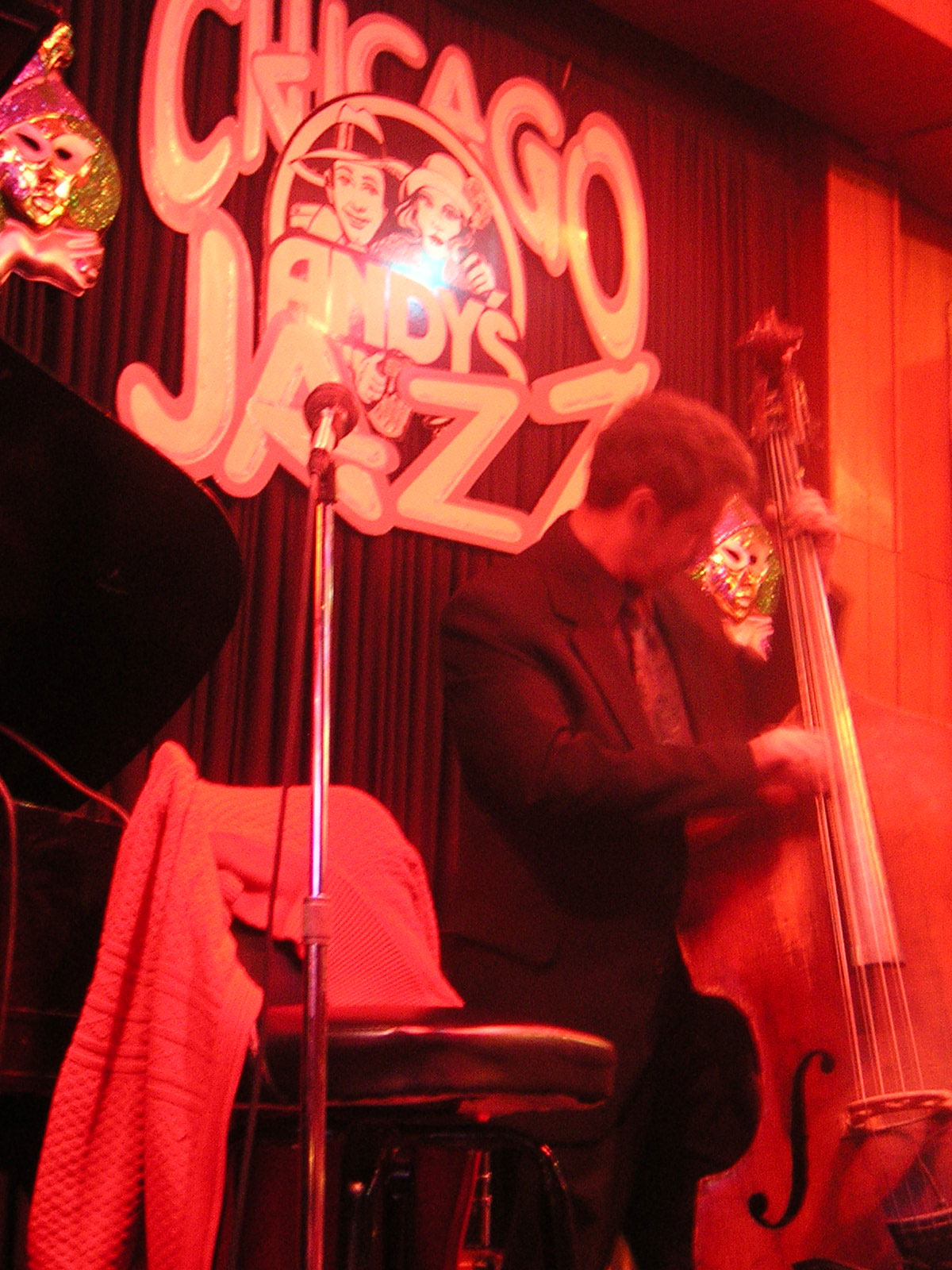
Clube de jazz em Chicago.

A localização à beira-mar da cidade e a vida noturna atraíram moradores e turistas. Mais de um terço da população da cidade está concentrada nos bairros à beira do lago, de Rogers Park, no norte, até South Shore, no sul. A cidade tem muitos estabelecimentos de restaurantes de luxo, bem como muitos distritos de restaurantes étnicos. Esses distritos incluem os bairros mexicanos-americanos, como Pilsen ao longo da rua 18 e La Villitaao longo da 26th Street e o enclave porto-riquenho do Paseo Boricua no bairro de Humboldt Park.
O Lincoln Park contém o Lincoln Park Zoo e o Lincoln Park Conservatory. O River North Gallery District apresenta a maior concentração de galerias de arte contemporânea do país, fora da cidade de Nova York.
O bairro South Side de Hyde Park é a casa do ex-presidente dos EUA, Barack Obama. Ele também contém a Universidade de Chicago, classificada como uma das dez melhores universidades do mundo, e o Museu da Ciência e Indústria. O Burnham Park, de 6 milhas (9,7 km), se estende ao longo da orla do lado sul. Dois dos maiores parques da cidade também estão localizados neste lado da cidade: Jackson Park, na fronteira com a orla, sediou a Exposição Mundial da Colômbia em 1893, e é o local do museu acima mencionado; e um pouco a oeste fica Washington Park. Os dois parques são conectados por uma larga faixa de parque chamada Midway Plaisance, que fica ao lado da Universidade de Chicago. O South Side abriga um dos maiores desfiles da cidade, o anual Africano americano Bud Billiken Parade e Picnic, que viaja através de Bronzeville para Washington Park. A Ford Motor Company possui uma fábrica de montagem de automóveis no lado sul em Hegewisch, e a maioria das instalações do Porto de Chicago também fica no lado sul.
O West Side abriga o Garfield Park Conservatory, uma das maiores coleções de plantas tropicais em qualquer cidade dos EUA. As atrações culturais latinas proeminentes encontradas aqui incluem o Instituto de Artes e Cultura Porto-riquenho do Parque Humboldt e a Parada Popular do Porto Rico, assim como o Museu Nacional de Arte Mexicana e a Igreja St. Adalbert em Pilsen. O Near West Side abriga a Universidade de Illinois em Chicago e já abrigou o Harpo Studios de Oprah Winfrey, cujo local foi reconstruído como sede global do McDonald's.

### Arquitetura

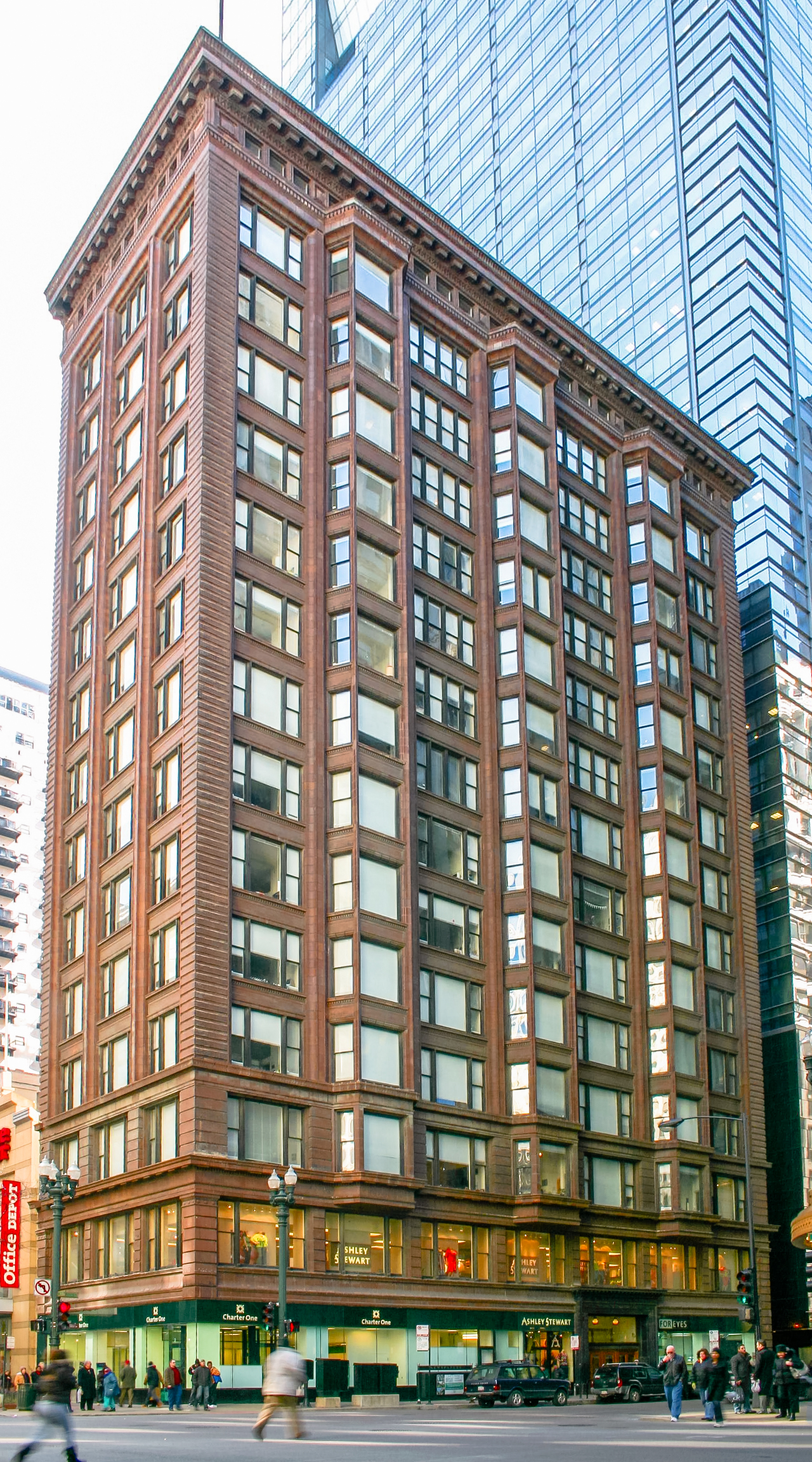
O Chicago Building (1904–05), um exemplo da Escola de Chicago.

A destruição causada pelo Grande Incêndio de Chicago levou ao maior boom de construção na história da nação. Em 1885, o primeiro edifício de estrutura de aço, o Home Insurance Building , ergueu-se na cidade quando Chicago inaugurou a era dos arranha-céus, que então seria seguida por muitas outras cidades ao redor do mundo. Hoje, o horizonte de Chicago é um dos mais altos e densos do mundo.
Algumas das torres mais altas dos Estados Unidos estão localizadas em Chicago; A Willis Tower (antiga Sears Tower) é o segundo edifício mais alto do Hemisfério Ocidental depois do One World Trade Center, e o Trump International Hotel and Tower é o terceiro mais alto do país. Muitos outros arquitetos deixaram sua impressão no horizonte de Chicago, como Daniel Burnham, Louis Sullivan, Charles B. Atwood, John Root e Helmut Jahn.
O Merchandise Mart, que já foi o primeiro na lista dos maiores edifícios do mundo, atualmente listado como 44º maior (a partir de 9 de setembro de 2013), tinha seu próprio código postal até 2008 e fica perto da junção dos ramos Norte e Sul do rio Chicago. Atualmente, os quatro edifícios mais altos da cidade são a Willis Tower (antiga Sears Tower, também um prédio com seu próprio CEP), o Trump International Hotel and Tower, o Aon Center (anteriormente o Standard Oil Building) e o John Hancock Center.
Chicago deu seu nome à Escola de Chicago e foi o lar da Prairie School, dois movimentos na arquitetura. Vários tipos e escalas de casas, moradias, condomínios e prédios de apartamentos podem ser encontrados em toda a cidade de Chicago. Grandes áreas residenciais da cidade, longe do lago, são caracterizadas por bangalôs de tijolos construídos desde o início do século XX até o final da Segunda Guerra Mundial. Chicago é também um centro proeminente do estilo de arquitetura da igreja da Catedral Polonesa. O subúrbio de Chicago, Oak Park, abrigou o famoso arquiteto Frank Lloyd Wright, que projetou a Casa Robie localizado perto da Universidade de Chicago.

### Culinária

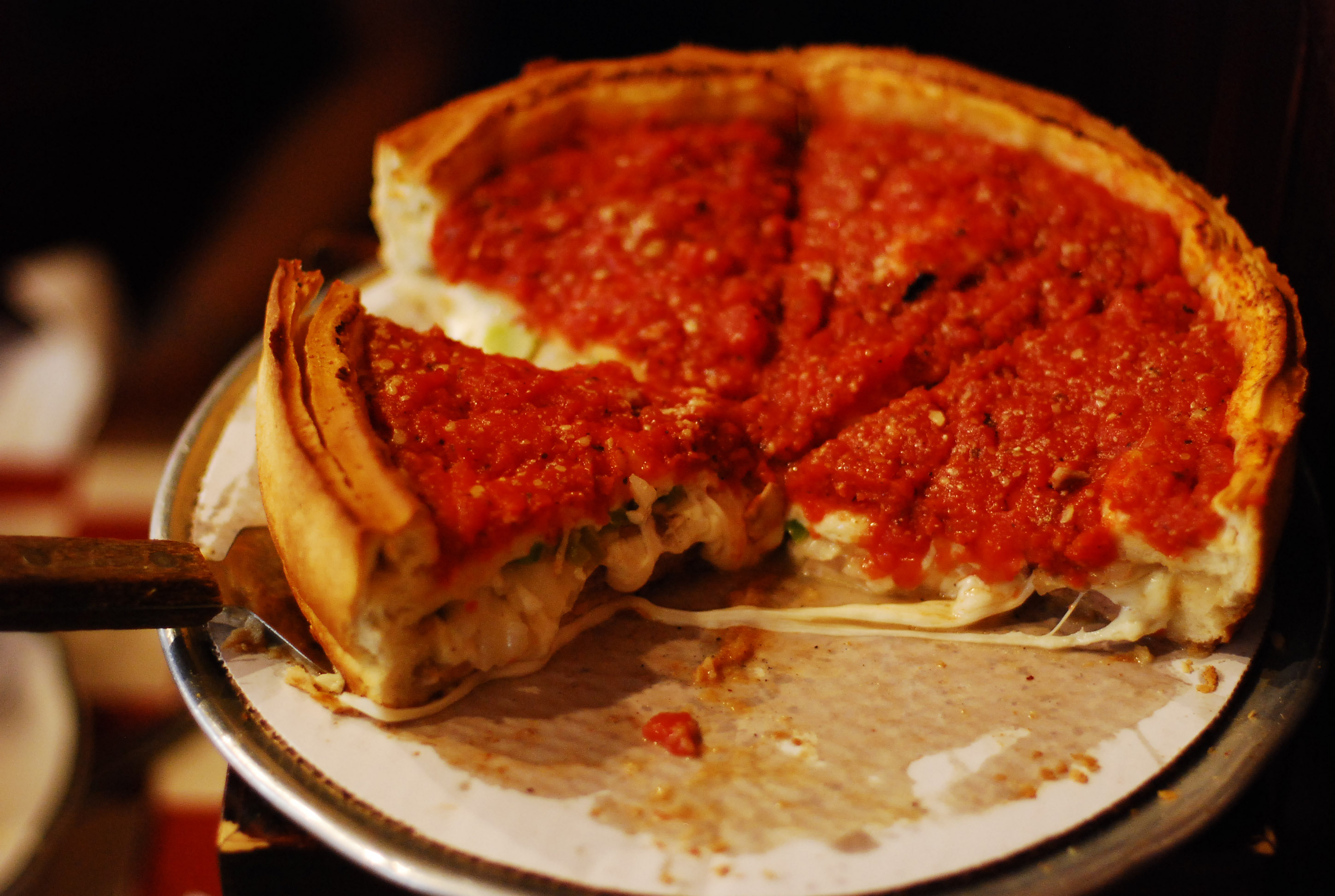
Tradicional pizza de Chicago.

Chicago reivindica um grande número de especialidades regionais que refletem as raízes étnicas e operárias da cidade. Entre eles estão sua pizza de prato fundo de renome nacional; este estilo é dito ter originado na Pizzeria Uno. A crosta fina ao estilo de Chicago também é popular na cidade. Mais famosos por sua pizza em Chicago incluem favoritos, como Lou Malnati e Giordano.
O cachorro-quente estilo Chicago, tipicamente um cachorro-quente, é carregado com uma variedade de recheios que geralmente inclui picles, mostarda amarela, pimentas em conserva, fatias de tomate, lúcio e sal de aipo em uma papoula. Os entusiastas do cachorro-quente de estilo Chicago desaprovam o uso de ketchup como enfeite, mas podem preferir adicionar giardiniera.

### Cinema
Vários filmes foram feitos em Chicago desde o início do século XX, e continua a ser um cenário popular e um local popular para filmar o local. Dentre os filmes que já foram gravados lá, estão; Airplane! (1980), August Rush (2007), Barbershop 2: Back in Business (2004), The Break-Up (2006), Child's Play e Child's Play 2 (1988–90), Divergente (2014), A Dog's Purpose (2017), Home Alone (1990), Nunca Fui Beijada (1999), Scooby-Doo! Stage Fright (2013), , Transformers: Dark of the Moon (2011), entre outros.

### Esportes
|                                        |  |                                                   |
| Soldier Field, casa dos Chicago Bears. |  | Guaranteed Rate Field, casa do Chicago White Sox. |

A Sporting News classificou Chicago como a "Melhor Cidade para Esportes" nos Estados Unidos em 1993, 2006 e 2010.
A cidade tem duas equipes da Major League Baseball (MLB): os Chicago Cubs da Liga Nacional jogam em Wrigley Field no North Side; e os Chicago White Sox da Liga Americana, que jogam no Guaranteed Rate Field no South Side. Chicago é a única cidade que já teve mais de uma franquia da MLB todos os anos desde que a AL começou em 1901 (Nova York hospedou apenas uma entre 1958 e o início de 1962). Os Cubs são o time mais antigo de beisebol da Major League que nunca mudou de sua cidade original.
Os Chicago Bears, um dos últimos dois membros fundadores da National Football League (NFL), ganharam nove campeonatos da NFL, incluindo o Super Bowl XX de 1985. A outra franquia de fretamento restante, os Chicago Cardinals, também começou na cidade, mas agora é conhecida como Arizona Cardinals. Os Bears ganharam mais jogos na história da NFL do que qualquer outra equipe.

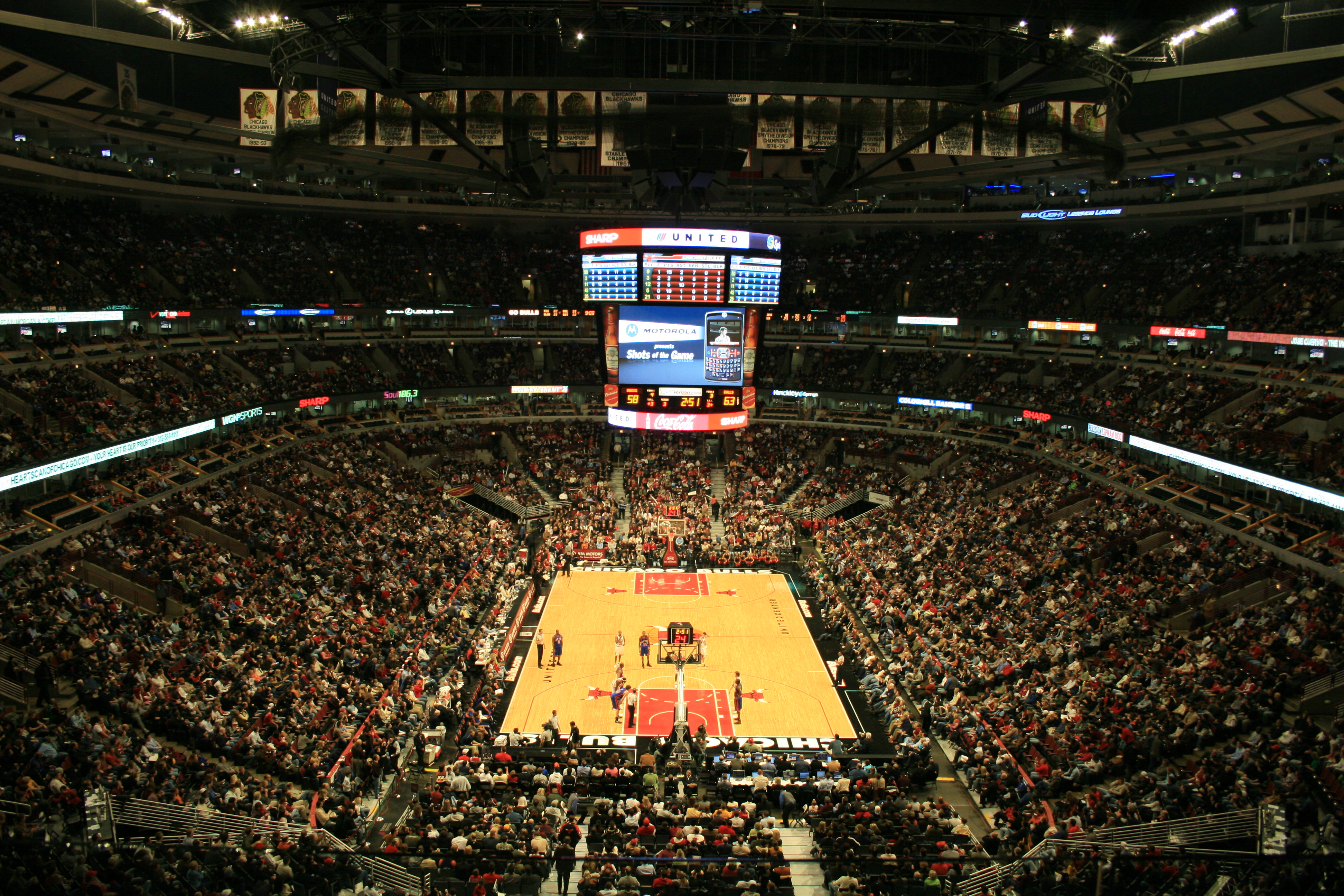
United Center, casa dos Bulls e dos Blackhawks.

Os Chicago Bulls da National Basketball Association (NBA) são uma das equipes de basquete mais reconhecidas do mundo. Na década de 1990, com Michael Jordan liderando, os Bulls ganharam seis campeonatos da NBA em oito temporadas. Eles também se vangloriam do jogador mais novo para ganhar o Prêmio de Jogador Mais Valioso da NBA, Derrick Rose, que ganhou na temporada 2010/11.
Os Chicago Blackhawks da National Hockey League (NHL) começaram a tocar em 1926 e são uma das equipes "Original Six" da NHL. Os Blackhawks ganharam seis Copas Stanley, incluindo em 2010, 2013 e 2015. Tanto os Bulls quanto os Blackhawks jogam no United Center.
O Chicago Fire SC é membro da Major League Soccer (MLS) e joga no Toyota Park no subúrbio Bridgeview, depois de jogar suas primeiras oito temporadas no Soldier Field. O Fire ganhou um título de liga e quatro Copas dos Estados Unidos, desde a sua fundação em 1997. Em 1994, os Estados Unidos organizaram uma Copa do Mundo FIFA de sucesso com jogos jogados no Soldier Field.
A Maratona de Chicago é realizada todos os anos desde 1977, exceto em 1987, quando uma meia maratona foi administrada em seu lugar. A maratona é uma das World Marathon Majors.

## Marcos históricos
O Registro Nacional de Lugares Históricos lista 382 marcos históricos em Chicago, dos quais 40 são Marco Histórico Nacional. Os primeiros marcos foram designados em 15 de outubro de 1966 e o mais recente em 15 de março de 2021, o Charles Warrington Earle School. Alguns marcos são:
- Auditorium Building, Roosevelt University
- Isadore H. Heller House
- Frederick C. Robie House
- Soldier Field
- U-505 (IX C U-Boat)